# Lijst van afleveringen van The Big Bang Theory
Dit is een lijst van afleveringen van de Amerikaanse televisieserie The Big Bang Theory.
De serie heeft in totaal 12 seizoenen. De eerste aflevering kwam op 24 september 2007 op tv en de laatste op 16 mei 2019.

## Overzicht
| Seizoen | Aantal afleveringen | Uitgezonden                     |  |
| ------- | ------------------- | ------------------------------- |  |
| 1       | 17                  | 24 september 2007 – 19 mei 2008 |  |
| 2       | 23                  | 22 september 2008 – 11 mei 2009 |  |
| 3       | 23                  | 21 september 2009 – 24 mei 2010 |  |
| 4       | 24                  | 23 september 2010 – 19 mei 2011 |  |
| 5       | 24                  | 22 september 2011 – 10 mei 2012 |  |
| 6       | 24                  | 27 september 2012 – 16 mei 2013 |  |
| 7       | 24                  | 26 september 2013 – 15 mei 2014 |  |
| 8       | 24                  | 22 september 2014 – 7 mei 2015  |  |
| 9       | 24                  | 21 september 2015 – 12 mei 2016 |  |
| 10      | 24                  | 19 september 2016 – 11 mei 2017 |  |
| 11      | 24                  | 25 september 2017 – 10 mei 2018 |  |
| 12      | 24                  | 24 september 2018 – 16 mei 2019 |  |

## Seizoen 1 (2007-2008)
| Nr. | Titel                              | Regisseur        | Schrijver(s)                                                         | Uitzenddatum      |  |
| --- | ---------------------------------- | ---------------- | -------------------------------------------------------------------- | ----------------- |  |
| 1 (1-01) | Pilot                              | James Burrows    | Chuck Lorre & Bill Prady                                             | 24 september 2007 |  |
| Na een niet zo succesvol bezoek aan de spermabank voor hoogbegaafde personen keren Leonard en Sheldon terug naar huis waar ze naast hen een nieuw buurmeisje zien intrekken, Penny. Leonard is direct geïnteresseerd in haar, terwijl Sheldon ziet dat zijn vriend op een vrouw jaagt die hij nooit zal kunnen krijgen. Omdat haar douche het niet meer doet, doucht ze bij Leonard en Sheldon. Op die manier ontmoet ze even later ook Howard Wolowitz - een man die maar al te graag succes heeft bij de vrouwen maar dit niet heeft - en Rajesh Koothrapalli - iemand die incapabel is om te spreken tegen vrouwen. Wanneer het ex-vriendje van Penny, Kurt, haar televisietoestel niet wil teruggeven, gaan Leonard en Sheldon het apparaat terughalen. |                                    |                  |                                                                      |                   |  |
| 2 (1-02) | The Big Bran Hypothesis            | Mark Cendrowski  | Robert Cohen, David Goetsch, Chuck Lorre & Bill Prady                | 1 oktober 2007    |  |
| Wanneer Leonard en Sheldon meubels naar Penny's appartement brengen, is Sheldon zo gechoqueerd door de rommel in Penny's appartement dat hij besluit om 's nachts haar appartement op te ruimen. |                                    |                  |                                                                      |                   |  |
| 3 (1-03) | The Fuzzy Boots Corollary          | Mark Cendrowski  | Steven Molaro, Bill Prady & Chuck Lorre                              | 8 oktober 2007    |  |
| Wanneer Leonard Penny ziet kussen met een andere man, is hij een beetje jaloers. De andere nerds stellen hem voor om iemand anders uit te vragen, dus vraagt Leonard Leslie Winkle uit. Dit loopt niet zoals verwacht, en Leonard geraakt dieper in zijn depressie. Hij overweegt zelfs om een kat te kopen. Dan zegt Sheldon tegen Leonard dat hij niet geweigerd werd door Penny, maar dat hij haar niet heeft uitgevraagd. Direct erna probeert Leonard een date te versieren met Penny. |                                    |                  |                                                                      |                   |  |
| 4 (1-04) | The Luminous Fish Effect           | Bob Koherr       | David Litt, Lee Aronsohn, Chuck Lorre & Bill Prady                   | 15 oktober 2007   |  |
| Wanneer Sheldon ontslagen wordt en allerlei vreemde hobby's ontwikkelt, moet Leonard naar zijn moeder (Laurie Metcalf) bellen om orde op zaken te stellen. |                                    |                  |                                                                      |                   |  |
| 5 (1-05) | The Hamburger Postulate            | Andrew D. Weyman | Steven Molaro, David Goetsch & Jennifer Glickman                     | 22 oktober 2007   |  |
| Caltech-collega Leslie Winkle (Sara Gilbert) vraagt aan Leonard om mee te spelen in haar strijkkwartet nadat een van de bandleden afbelt. Na een repetitie hebben de twee seks en Leonard denkt onmiddellijk dat er meer is tussen hen. |                                    |                  |                                                                      |                   |  |
| 6 (1-06) | The Middle-Earth Paradigm          | Mark Cendrowski  | Robert Cohen, David Litt & David Goetsch                             | 29 oktober 2007   |  |
| Penny geeft een feestje voor Halloween en nodigt de jongens ook uit. Die proberen hun sociale kant te ontdekken op het feestje. |                                    |                  |                                                                      |                   |  |
| 7 (1-07) | The Dumpling Paradox               | Mark Cendrowski  | Lee Aronsohn, Jennifer Glickman, Bill Prady & Chuck Lorre            | 5 november 2007   |  |
| Christy (Brooke D'Orsay), een vriendin van Penny uit Omaha (Nebraska) komt op bezoek en duikt al snel met Wolowitz in bed. Penny speelt intussen een spelletje Halo met de rest van de jongens. |                                    |                  |                                                                      |                   |  |
| 8 (1-08) | The Grasshopper Experiment         | Ted Wass         | Robert Cohen, Lee Aronsohn, David Goetsch & Steven Molaro            | 12 november 2007  |  |
| Koothrappali's ouders hebben voor hem een Indiaas meisje geregeld achter zijn rug om. Hij wordt zeer zenuwachtig en bedrinkt zich, in de hoop dat de avond geen compleet fiasco wordt. Maar dan bemoeit Sheldon zich met hun afspraakje. |                                    |                  |                                                                      |                   |  |
| 9 (1-09) | The Cooper-Hofstadter Polarization | Joel Murray      | David Goetsch, Chuck Lorre, Lee Aronsohn, Bill Prady & Stephen Engel | 17 maart 2008     |  |
| Sheldon en Leonard krijgen ruzie. Penny probeert de twee terug wat dichter bij elkaar te brengen maar maakt het enkel nog erger. |                                    |                  |                                                                      |                   |  |
| 10 (1-10) | The Loobenfeld Decay               | Mark Cendrowski  | Bill Prady, Lee Aronsohn, Chuck Lorre                                | 24 maart 2008     |  |
| Penny heeft een rol gekregen in Rent en vraagt de jongens of ze willen komen kijken. Die zien dat niet zitten en Leonard verzint een smoes zodat ze niet hoeven te gaan kijken. Sheldon voelt zich niet goed bij Leonards leugen en besluit een waterdicht alibi te verzinnen. |                                    |                  |                                                                      |                   |  |
| 11 (1-11) | The Pancake Batter Anomaly         | Mark Cendrowski  | Bill Prady, Stephen Engel, Lee Aronsohn & Chuck Lorre                | 31 maart 2008     |  |
| Penny komt terug van een vakantie bij haar familie. Wanneer ze vertelt dat het een niet zo leuke vakantie was omdat iedereen ziek was, verdenkt Sheldon haar ervan een virus mee te hebben genomen. De volgende ochtend wordt Sheldon ziek wakker en proberen zijn vrienden hem en zijn gezeur te mijden. |                                    |                  |                                                                      |                   |  |
| 12 (1-12) | The Jerusalem Duality              | Mark Cendrowski  | Steven Molaro, David Goetsch, Stephen Engel & Jennifer Glickman      | 14 april 2008     |  |
| Dennis Kim (Austin Lee) is een hoogbegaafde jongen van 15 en net afgestudeerd aan de universiteit. De baas van de jongens wil dat de mannen de jongen een rondleiding geven in de hoop dat hij voor Caltech kiest. En dat zit Sheldon niet lekker. |                                    |                  |                                                                      |                   |  |
| 13 (1-13) | The Bat Jar Conjecture             | Mark Cendrowski  | Bill Prady, Robert Cohen, Stephen Engel & Jennifer Glickman          | 21 april 2008     |  |
| De jongens krijgen ruzie wanneer ze besluiten deel te nemen aan een wetenschapsquiz en vormen aparte teams: Sheldon (met 3 schoolbedienden) tegenover Leonard, Howard, Rajesh en Leslie. |                                    |                  |                                                                      |                   |  |
| 14 (1-14) | The Nerdvana Annihilation          | Mark Cendrowski  | Stephen Engel, Steven Molaro & Bill Prady                            | 28 april 2008     |  |
| Leonard en zijn vrienden denken een miniatuur replica van de teletijdsmachine uit de film The Time Machine gekocht te hebben, maar het blijkt een model op ware grootte te zijn. |                                    |                  |                                                                      |                   |  |
| 15 (1-15) | The Pork Chop Indeterminacy        | Mark Cendrowski  | Bill Prady, Lee Aronsohn & Chuck Lorre                               | 5 mei 2008        |  |
| Sheldon krijgt bezoek van zijn (knappe) tweelingzus Missy (Courtney Henggeler). De andere jongens proberen een voor een haar mee uit te vragen. |                                    |                  |                                                                      |                   |  |
| 16 (1-16) | The Peanut Reaction                | Mark Cendrowski  | David Goetsch, Steven Molaro, Lee Aronsohn & Bill Prady              | 12 mei 2008       |  |
| Wanneer Penny hoort dat Leonard nog nooit een verjaardagsfeestje heeft gehad, besluit ze om daar samen met de anderen verandering in te brengen. |                                    |                  |                                                                      |                   |  |
| 17 (1-17) | The Tangerine Factor               | Mark Cendrowski  | Chuck Lorre, Bill Prady, Steven Molaro & Lee Aronsohn                | 19 mei 2008       |  |
| Wanneer Penny het uitmaakt met haar vriendje, raapt Leonard al zijn moed bijeen en vraagt haar uit. Tot zijn en ieders verbazing zegt ze ja. |                                    |                  |                                                                      |                   |  |

## Seizoen 2 (2008-2009)
| Nr. | Titel                               | Regisseur       | Schrijver(s)                                                     | Uitzenddatum      |  |
| --- | ----------------------------------- | --------------- | ---------------------------------------------------------------- | ----------------- |  |
| 18 (2-01) | The Bad Fish Paradigm               | Mark Cendrowski | Bill Prady, Steven Molaro & David Goetsch                        | 22 september 2008 |  |
| Penny en Leonard kussen wanneer ze terugkomen van hun afspraakje en Leonard wordt uitgebreid door de jongens ondervraagd. Penny vraagt hulp aan Sheldon: ze heeft namelijk gelogen tegen Leonard en wil weten wat ze moet doen. Sheldon moet haar geheim nu proberen te bewaren, maar dat blijkt niet makkelijk voor Sheldon. |                                     |                 |                                                                  |                   |  |
| 19 (2-02) | The Codpiece Topology               | Mark Cendrowski | Chuck Lorre, Bill Prady & Lee Aronsohn                           | 29 september 2008 |  |
| Wanneer Leonard en zijn vrienden Penny zien uitgaan met een andere jongen, is Leonard jaloers. Hij probeert nu op zijn beurt Penny jaloers te krijgen door uit te gaan met Leslie Winkle. |                                     |                 |                                                                  |                   |  |
| 20 (2-03) | The Barbarian Sublimation           | Mark Cendrowski | Nicole Lorre, Steve Molaro & Eric Kaplan                         | 6 oktober 2008    |  |
| Sheldon leert Penny het computerspel Age of Conan kennen. Zij raakt al snel verslaafd en valt Sheldon op de meest onmogelijke momenten lastig wanneer ze vastzit of een vraag heeft over het spel. |                                     |                 |                                                                  |                   |  |
| 21 (2-04) | The Griffin Equivalency             | Mark Cendrowski | Chuck Lorre, Bill Prady, Stephen Engel & Tim Doyle               | 13 oktober 2008   |  |
| Raj wordt door het blad 'People Magazine' uitverkozen als een van de 30 jonge wetenschappers 'om in het oog te houden'. Dat maakt de anderen jaloers. |                                     |                 |                                                                  |                   |  |
| 22 (2-05) | The Euclid Alternative              | Mark Cendrowski | Lee Aronsohn, David Goetsch, Steven Molaro & Bill Prady          | 20 oktober 2008   |  |
| Leonard moet 's nachts werken, waardoor Sheldon nu een andere manier moet zoeken om naar zijn werk te geraken. Hij werkt hiermee zijn vrienden zodanig op de zenuwen, dat zij hem verplichten zijn rijbewijs te halen. |                                     |                 |                                                                  |                   |  |
| 23 (2-06) | The Cooper-Nowitzki Theorem         | Mark Cendrowski | Stephen Engel, Daley Haggar, Tim Doyle & Richard Rosenstock      | 3 november 2008   |  |
| Sheldon krijgt opeens veel aandacht van een jonge studente. Sheldon vindt haar aandacht heel leuk, tot ze zich gaat moeien met zijn vaste patronen en hem op de zenuwen begint te werken. |                                     |                 |                                                                  |                   |  |
| 24 (2-07) | The Panty Piñata Polarization       | Mark Cendrowski | Jennifer Glickman, Steven Molaro, Bill Prady & Tim Doyle         | 10 november 2008  |  |
| Penny leert de jongens de show America's Next Topmodel kennen. Wolowitz en Rajesh willen uitzoeken waar dat supermodellenhuis staat en gaan hiervoor heel ver. Intussen doet Penny volgens Sheldon net iets te veel verkeerd, waardoor er een hevige ruzie tussen hen ontstaat.                                               |                                     |                 |                                                                  |                   |  |
| 25 (2-08) | The Lizard-Spock Expansion          | Mark Cendrowski | Jennifer Glickman, Bill Prady & David Goetsch                    | 17 november 2008  |  |
| Howard leert Dr. Stephanie Barnett (Sara Rue) kennen, maar het is Leonard die met haar gaat lopen. Dat veroorzaakt een ruzie tussen Leonard en Howard. |                                     |                 |                                                                  |                   |  |
| 26 (2-09) | The White Asparagus Triangulation   | Mark Cendrowski | Stephen Engel, Richard Rosenstock, David Goetsch & Steven Molaro | 24 november 2008  |  |
| Sheldon probeert er op zijn manier voor te zorgen dat de relatie van Stephanie en Leonard slaagt, tot hun grote ergernis. |                                     |                 |                                                                  |                   |  |
| 27 (2-10) | The Vartabedian Conundrum           | Mark Cendrowski | Richard Rosenstock, Bill Prady, Steven Molaro & Chuck Lorre      | 8 december 2008   |  |
| Leonard heeft Stephanie nog niet verteld over Penny en zijn verleden met haar. Wanneer ze elkaar eindelijk ontmoeten, kan Stephanie haar jaloersheid nauwelijks verbergen. Leonard vindt intussen dat hun relatie te snel gaat en probeert er met Stephanie een gesprek over aan te knopen.                                   |                                     |                 |                                                                  |                   |  |
| 28 (2-11) | The Bath Item Gift Hypothesis       | Mark Cendrowski | Eric Kaplan, Stephen Engel, Richard Rosenstock & Bill Prady      | 15 december 2008  |  |
| Leonard wordt jaloers wanneer een collega van hem Penny mee uitvraagt. Sheldon maakt intussen de anderen gek met zijn regeltjes rond Kerstmis en cadeautjes geven. |                                     |                 |                                                                  |                   |  |
| 29 (2-12) | The Killer Robot Instability        | Mark Cendrowski | Daley Haggar, Steven Molaro, Richard Rosenstock & Bill Prady     | 12 januari 2009   |  |
| Penny maakt een opmerking over het liefdesleven van Wolowitz en hij wordt daardoor een beetje depressief: hij weigert deel te nemen aan een wedstrijd, waardoor de andere 3 jongens hun belangrijkste teamlid verliezen. |                                     |                 |                                                                  |                   |  |
| 30 (2-13) | The Friendship Algorithm            | Mark Cendrowski | Chuck Lorre, Steven Molaro, Bill Prady & Richard Rosenstock      | 19 januari 2009   |  |
| Sheldon probeert een nieuwe vriend te maken, zijn onaangename collega Barry Kripke. |                                     |                 |                                                                  |                   |  |
| 31 (2-14) | The Financial Permeability          | Mark Cendrowski | Richard Rosenstock, Eric Kaplan, Chuck Lorre & Steven Molaro     | 2 februari 2009   |  |
| Sheldons "simpele" oplossing voor Penny's financiële problemen leidt tot een confrontatie tussen Leonard en Kurt, het ex-vriendje van Penny. |                                     |                 |                                                                  |                   |  |
| 32 (2-15) | The Maternal Capacitance            | Mark Cendrowski | Richard Rosenstock, Steven Molaro, Chuck Lorre & Bill Prady      | 9 februari 2009   |  |
| Leonards moeder, Dr. Beverly Hofstadter (Christine Baranski), komt op bezoek en dat loopt grondig mis. Maar het brengt Leonard en Penny wel dichter bij elkaar. |                                     |                 |                                                                  |                   |  |
| 33 (2-16) | The Cushion Saturation              | Mark Cendrowski | Bill Prady, Lee Aronsohn & Chuck Lorre                           | 2 maart 2009      |  |
| Een spelletje paintball leidt tot een conflict tussen Penny & Sheldon en een korte romance tussen Wolowitz en Leslie Winkle. |                                     |                 |                                                                  |                   |  |
| 34 (2-17) | The Terminator Decoupling           | Mark Cendrowski | Tim Doyle, Stephen Engel, Bill Prady & Dave Goetsch              | 9 maart 2009      |  |
| De jongens nemen de trein naar San Francisco. Tot hun verbazing zit ook hun favoriete actrice aan boord (Summer Glau). Dit leidt tot een verhitte discussie: wie van hen mag de eerste stap zetten en haar aanspreken? |                                     |                 |                                                                  |                   |  |
| 35 (2-18) | The Work Song Nanocluster           | Mark Cendrowski | Dave Goetsch, Richard Rosenstock, Bill Prady & Lee Aronsohn      | 16 maart 2009     |  |
| Penny probeert van thuis uit haarspeldjes te verkopen, maar dat loopt uit de hand wanneer (een aan cafeïne verslaafde) Sheldon zich ermee komt moeien en de boel overneemt. |                                     |                 |                                                                  |                   |  |
| 36 (2-19) | The Dead Hooker Juxtaposition       | Mark Cendrowski | Steven Molaro                                                    | 30 maart 2009     |  |
| Penny voelt zich bedreigd wanneer een nieuw buurmeisje haar intrek neemt in het gebouw. |                                     |                 |                                                                  |                   |  |
| 37 (2-20) | The Hofstadter Isotope              | Mark Cendrowski | David Goetsch                                                    | 13 april 2009     |  |
| Stuart, de eigenaar van de stripboekenwinkel, heeft een afspraakje versierd met Penny. Dat maakt Leonard jaloers en hij besluit om samen met Raj & Wolowitz naar een "Ladies' Night" te gaan in een lokale bar. |                                     |                 |                                                                  |                   |  |
| 38 (2-21) | The Vegas Renormalization           | Mark Cendrowski | Steven Molaro, Jessica Ambrosetti, Nicole Lorre & Andrew Roth    | 27 april 2009     |  |
| Wolowitz heeft een gebroken hart nadat Leslie Winkle het uitmaakt met hem. Om hem wat af te leiden nemen Leonard en Raj hem voor een weekendje mee naar Las Vegas. Sheldon sluit zichzelf intussen buiten uit zijn eigen appartement en is verplicht het weekend bij Penny door te brengen.                                   |                                     |                 |                                                                  |                   |  |
| 39 (2-22) | The Classified Materials Turbulence | Mark Cendrowski | Bill Prady, Steven Molaro, Chuck Lorre & Lee Arohnson            | 4 mei 2009        |  |
| Wanneer Penny opnieuw uitgaat met Stuart, komt ze tot een verrassende ontdekking, waardoor haar relatie met Leonard er ineens anders gaat uitzien. Intussen roept Wolowitz de hulp in van zijn vrienden wanneer hij een ernstige constructiefout ontdekt in zijn project voor NASA.                                           |                                     |                 |                                                                  |                   |  |
| 40 (2-23) | The Monopolar Expedition            | Mark Cendrowski | Eric Kaplan & Richard Rosenstock                                 | 11 mei 2009       |  |
| Terwijl Leonard zich klaarmaakt voor een drie maanden durende expeditie naar de Noordpool (samen met Wolowitz, Raj & Sheldon), heroverwegen hij en Penny hun gevoelens voor elkaar. |                                     |                 |                                                                  |                   |  |

## Seizoen 3 (2009-2010)
| Nr. | Titel                               | Regisseur       | Schrijver(s)                                                    | Uitzenddatum      |  |
| --- | ----------------------------------- | --------------- | --------------------------------------------------------------- | ----------------- |  |
| 41 (3-01) | The Electric Can Opener Fluctuation | Mark Cendrowski | Steven Molaro                                                   | 21 september 2009 |  |
| Wanneer zijn vrienden opbiechten dat ze zijn experimenten op de noordpool gesaboteerd hebben, voelt Sheldon zich vernederd en vliegt hij terug naar zijn moeder in Texas. Zijn vrienden vliegen hem achterna in de hoop hem te overtuigen terug te komen, maar dat bemoeilijkt de prille relatie van Leonard en Penny. |                                     |                 |                                                                 |                   |  |
| 42 (3-02) | The Jiminy Conjecture               | Mark Cendrowski | Jim Reynolds                                                    | 28 september 2009 |  |
| Leonard en Penny hebben met elkaar geslapen, en dat verandert hun relatie. Sheldon en Howard sluiten intussen een weddenschap af over een krekelsoort, met als inzet hun beste stripverhalen. |                                     |                 |                                                                 |                   |  |
| 43 (3-03) | The Gothowitz Deviation             | Mark Cendrowski | Lee Aronsohn, Richard Rosenstock, Bill Prady & Maria Ferrari    | 5 oktober 2009    |  |
| Howard & Raj belanden in een nachtclub voor Goths in de hoop er een vrouw op te scharrelen. Intussen probeert Sheldon Penny's gedrag te veranderen door een therapie op basis van chocolade. |                                     |                 |                                                                 |                   |  |
| 44 (3-04) | The Pirate Solution                 | Mark Cendrowski | Steve Holland                                                   | 12 oktober 2009   |  |
| Raj moet op zoek naar een andere baan, anders dreigt hij het land te worden uitgezet. Sheldon heeft een oplossing, maar daarvoor blijft Howard achter bij Leonard & Penny. Al snel werkt hij hen op de zenuwen en proberen ze Howard van zich af te schudden.                                                          |                                     |                 |                                                                 |                   |  |
| 45 (3-05) | The Creepy Candy Coating Corollary  | Mark Cendrowski | Chuck Lorre & Bill Prady                                        | 19 oktober 2009   |  |
| Sheldon schrijft zich samen met Raj in voor een fantasykaartwedstrijd waar ook Wil Wheaton aan meedoet, aan wie Sheldon een grondige hekel heeft. Wolowitz vraagt intussen (via Leonard) aan Penny om hem te koppelen aan een van haar vriendinnen.                                                                    |                                     |                 |                                                                 |                   |  |
| 46 (3-06) | The Cornhusker Vortex               | Mark Cendrowski | Bill Prady & Steven Molaro                                      | 2 november 2009   |  |
| Omdat hij de vrienden van Penny wil leren kennen, vraagt Leonard aan Sheldon om de regels van Amerikaans voetbal uit te leggen. Intussen krijgen Raj en Howard ruzie door een incident tijdens het vliegeren. |                                     |                 |                                                                 |                   |  |
| 47 (3-07) | The Guitarist Amplification         | Mark Cendrowski | Chuck Lorre & Lee Aronsohn                                      | 9 november 2009   |  |
| Sheldon haat ruziemaken en de ruzie tussen Leonard en Penny is voor hem dan ook "ongepast". |                                     |                 |                                                                 |                   |  |
| 48 (3-08) | The Adhesive Duck Deficiency        | Mark Cendrowski | Chuck Lorre, Bill Prady & David Goetsch                         | 16 november 2009  |  |
| Leonard, Raj en Howard gaan kamperen in de woestijn om een meteorietenregen mee te maken. Daardoor kan een gewonde Penny enkel rekenen op de hulp van Sheldon. |                                     |                 |                                                                 |                   |  |
| 49 (3-09) | The Vengeance Formulation           | Mark Cendrowski | Chuck Lorre & Maria Ferrari                                     | 23 november 2009  |  |
| Nadat Sheldon op de nationale radio voor schut wordt gezet door zijn collega Kripke, zweert Sheldon dat hij wraak zal nemen op hem. Howard probeert intussen zijn relatie met Bernadette te redden. |                                     |                 |                                                                 |                   |  |
| 50 (3-10) | The Gorilla Experiment              | Mark Cendrowski | Chuck Lorre, Richard Rosenstock & Steve Holland                 | 7 december 2009   |  |
| Sheldon probeert Penny uit te leggen wat Leonard eigenlijk voor werk doet. Intussen wordt Howard jaloers wanneer Leonard met zijn nieuwe vriendin begint op te trekken. |                                     |                 |                                                                 |                   |  |
| 51 (3-11) | The Maternal Congruence             | Mark Cendrowski | Lee Aronsohn, Steven Molaro, Richard Rosenstock & Maria Ferrari | 14 december 2009  |  |
| Leonards moeder komt op bezoek en ze brengt hem geen goed nieuws: ze gaat scheiden van zijn vader, die haar bedrogen heeft. Sheldon is blij dat ze op visite komt, maar Leonard niet: hij heeft haar nog niets verteld over zijn relatie met Penny en weet niet goed hoe hij dat moet aanpakken.                       |                                     |                 |                                                                 |                   |  |
| 52 (3-12) | The Psychic Vortex                  | Mark Cendrowski | Lee Aronsohn & Steven Molaro                                    | 11 januari 2010   |  |
| Sheldon en Raj gaan naar een feestje van de universiteit, alwaar Raj Abby (Danica McKellar) ontmoet en het klikt al snel tussen de twee. Intussen kan Leonard maar niet aannemen dat Penny gelooft in het paranormale.                                                                                                 |                                     |                 |                                                                 |                   |  |
| 53 (3-13) | The Bozeman Reaction                | Mark Cendrowski | Bill Prady, Lee Aronsohn & Jim Reynolds                         | 18 januari 2010   |  |
| Wanneer er wordt ingebroken in hun appartement, ontwikkelen Leonard en Sheldon (samen met Raj en Howard) een hoogtechnologisch alarmsysteem. Maar als ook dat geen resultaat oplevert, neemt Sheldon een drastische beslissing.                                                                                        |                                     |                 |                                                                 |                   |  |
| 54 (3-14) | The Einstein Approximation          | Mark Cendrowski | Lee Aronsohn, Dave Goetsch & Steve Holland                      | 1 februari 2010   |  |
| Sheldon zoekt de oplossing voor een probleem in zijn formule en gaat daarvoor met Penny werken in 'The Cheesecake Factory'. |                                     |                 |                                                                 |                   |  |
| 55 (3-15) | The Large Hadron Collision          | Mark Cendrowski | Chuck Lorre, Steven Molaro & Jim Reynolds                       | 8 februari 2010   |  |
| Leonard mag (op Valentijnsdag) een bezoekje brengen aan het CERN, maar hij mag slechts 1 bezoeker meenemen. Wanneer Sheldon dit hoort, probeert hij Penny aan de kant te schuiven. |                                     |                 |                                                                 |                   |  |
| 56 (3-16) | The Excelsior Acquisition           | Mark Cendrowski | Chuck Lorre, Lee Aronsohn & Steven Molaro                       | 1 maart 2010      |  |
| Sheldon moet voor de rechter verschijnen nadat hij (dankzij Penny) een verkeersovertreding begaat. Daardoor mist hij de kans om Stan Lee te ontmoeten. |                                     |                 |                                                                 |                   |  |
| 57 (3-17) | The Precious Fragmentation          | Mark Cendrowski | Lee Aronsohn, Eric Kaplan & Maria Ferrari                       | 8 maart 2010      |  |
| De jongens vinden op een rommelmarkt een kopie van de ring uit 'The Lord of the Rings'. Dat veroorzaakt een ware ruzie onder de vrienden: wie van hen mag de ring houden? |                                     |                 |                                                                 |                   |  |
| 58 (3-18) | The Pants Alternative               | Mark Cendrowski | Chuck Lorre, Bill Prady & Steve Holland                         | 22 maart 2010     |  |
| Sheldons vrienden schieten hem te hulp wanneer hij een speech moet geven tijdens een ceremonie nadat hij een belangrijke prijs heeft gewonnen. Ze proberen hem op allerlei manieren te helpen, maar uiteindelijk blijkt een glaasje alcohol het enige wat hem soelaas biedt.                                           |                                     |                 |                                                                 |                   |  |
| 59 (3-19) | The Wheaton Recurrence              | Mark Cendrowski | Chuck Lorre, Steve Molaro, Nicole Lorre & Jessica Ambrosetti    | 12 april 2010     |  |
| Leonard zegt tegen Penny dat hij van haar houdt. Zij beantwoordt zijn liefde niet, hetgeen voor spanning zorgt in hun relatie. Sheldon krijgt intussen de kans om wraak te nemen op Wil Wheaton in een spelletje bowling.                                                                                              |                                     |                 |                                                                 |                   |  |
| 60 (3-20) | The Spaghetti Catalyst              | Anthony Rich    | Chuck Lorre, Bill Prady, Lee Aronsohn & Steven Molaro           | 3 mei 2010        |  |
| Leonard en Penny spreken niet tegen elkaar, en om hen beide te vriend te houden, verzint Sheldon een leugentje. |                                     |                 |                                                                 |                   |  |
| 61 (3-21) | The Plimpton Stimulation            | Mark Cendrowski | Chuck Lorre, Bill Prady & Lee Aronsohn                          | 10 mei 2010       |  |
| Leonard en Sheldon proberen beide de aandacht te trekken van een beroemde vrouwelijke collega die bij hen komt logeren, Dr. Elizabeth Plimpton (Judy Greer). |                                     |                 |                                                                 |                   |  |
| 62 (3-22) | The Staircase Implementation        | Mark Cendrowski | Lee Aronsohn, Steven Molaro & Steve Holland                     | 17 mei 2010       |  |
| Leonard vertelt aan Penny hoe hij Sheldon heeft leren kennen en hoe de lift buiten dienst geraakte. |                                     |                 |                                                                 |                   |  |
| 63 (3-23) | The Lunar Excitation                | Mark Cendrowski | Chuck Lorre, Bill Prady & Maria Ferrari                         | 24 mei 2010       |  |
| Penny maakt zich zorgen dat ze geen normale relatie met andere jongens kan aangaan nu ze met Leonard een relatie heeft gehad. Intussen gaan Howard en Raj online op zoek naar een date voor Sheldon. |                                     |                 |                                                                 |                   |  |

## Seizoen 4 (2010-2011)
| Nr. | Titel                                   | Regisseur       | Schrijver(s)                                  | Uitzenddatum      |  |
| --- | --------------------------------------- | --------------- | --------------------------------------------- | ----------------- |  |
| 64 (4-01) | The Robotic Manipulation                | Mark Cendrowski | Chuck Lorre, Lee Aronsohn & Dave Goetsch      | 23 september 2010 |  |
| Penny probeert Sheldon wat te helpen op zijn allereerste afspraakje ooit en Howard vindt nieuwe manieren om zijn robotarm te gebruiken, maar komt in de problemen wanneer de software blokkeert en hij vast komt te zitten. |                                         |                 |                                               |                   |  |
| 65 (4-02) | The Cruciferous Vegetable Amplification | Mark Cendrowski | Bill Prady, Lee Aronsohn & Steve Holland      | 30 september 2010 |  |
| Sheldon beseft dat hij niet lang genoeg zal leven om al zijn kennis over te dragen aan een robot, en zoekt naar manieren om langer te kunnen leven. |                                         |                 |                                               |                   |  |
| 66 (4-03) | The Zazzy Substitution                  | Mark Cendrowski | Chuck Lorre, Bill Prady & Jim Reynolds        | 7 oktober 2010    |  |
| Sheldons vrienden maken zich zorgen nu hij zijn relatie met Amy stopzet en op zoek gaat naar alternatieven voor menselijk contact. |                                         |                 |                                               |                   |  |
| 67 (4-04) | The Hot Troll Deviation                 | Mark Cendrowski | Chuck Lorre, Steven Molaro & Adam Faberman    | 14 oktober 2010   |  |
| Howard komt Bernadette terug tegen en is een beetje beschaamd omdat hij haar virtueel heeft bedrogen. Hij probeert via Penny terug contact te zoeken met haar. Intussen krijgen Sheldon en Raj ruzie op het werk, die al snel escaleert. |                                         |                 |                                               |                   |  |
| 68 (4-05) | The Desperation Emanation               | Mark Cendrowski | Bill Prady, Lee Aronsohn & Dave Goetsch       | 21 oktober 2010   |  |
| Leonard beseft dat hij de enige is van zijn vrienden die geen vriendinnetje heeft. Intussen probeert Sheldon zich uit zijn relatie met Amy te werken nadat zij hem aan haar moeder wil voorstellen. |                                         |                 |                                               |                   |  |
| 69 (4-06) | The Irish Pub Formulation               | Mark Cendrowski | Chuck Lorre, Lee Aronsohn & Steven Molaro     | 28 oktober 2010   |  |
| Leonard heeft een affaire met de zus van Raj en houdt dat verborgen voor de anderen, in het bijzonder voor Raj. |                                         |                 |                                               |                   |  |
| 70 (4-07) | The Apology Insufficiency               | Mark Cendrowski | Chuck Lorre, Lee Aronsohn & Maria Ferrari     | 4 november 2010   |  |
| Howard mag meewerken aan nieuw project voor het ministerie van defensie, maar dat kan pas als zijn hele achtergrond is uitgeplozen. Daarvoor worden Sheldon, Leonard en Raj nu ondervraagd door een sexy FBI-agente (Eliza Dushku). |                                         |                 |                                               |                   |  |
| 71 (4-08) | The 21-Second Excitation                | Mark Cendrowski | Chuck Lorre, Bill Prady & Jim Reynolds        | 11 november 2010  |  |
| Sheldon, Leonard, Raj & Howard gaan naar een voorstelling van Raiders of the Lost Ark, waar er 21 seconden film aan is toegevoegd. Maar dat plan valt in het water wanneer blijkt dat Sheldons vijand Wil Wheaton ook naar de voorstelling gaat. Intussen organiseert Penny een feestje voor Amy en Bernadette. |                                         |                 |                                               |                   |  |
| 72 (4-09) | The Boyfriend Complexity                | Mark Cendrowski | Chuck Lorre, Lee Aronsohn & Jim Reynolds      | 18 november 2010  |  |
| Penny's vader (Keith Carradine) komt op bezoek en ze vraagt aan Leonard om voor haar te liegen. Intussen brengen Raj, Howard & Bernadette een hele nacht door op Caltech om via een telescoop in Hawaii naar de sterren te kijken. |                                         |                 |                                               |                   |  |
| 73 (4-10) | The Alien Parasite Hypothesis           | Mark Cendrowski | Chuck Lorre, Steven Molaro & Steve Holland    | 9 december 2010   |  |
| Amy wordt seksueel opgewonden van Zack, een ex van Penny. Intussen maken Raj en Howard ruzie over wie van hen tweeën (in hun fantasiewereld) de superheld zou zijn en wie de sidekick. |                                         |                 |                                               |                   |  |
| 74 (4-11) | The Justice League Recombination        | Mark Cendrowski | Chuck Lorre, Lee Aronsohn & Maria Ferrari     | 16 december 2010  |  |
| Zack, het domme vriendje van Penny, wordt door de jongens voor schut gezet. Ze bieden hem hun verontschuldigen aan en nemen hem mee naar de stripwinkel. Daar worden ze door Stuart herinnert aan zijn nieuwjaarsfeestje, waar de jongens (verkleed als leden van de Justice League) naartoe zouden gaan. Ze besluiten Zack ook om te vormen tot superheld en hem mee te nemen. Maar dan moet Penny ook verkleed naar het feestje. |                                         |                 |                                               |                   |  |
| 75 (4-12) | The Bus Pants Utilization               | Mark Cendrowski | Chuck Lorre, Lee Aronsohn & Maria Ferrari     | 6 januari 2011    |  |
| Leonard heeft een idee voor een applicatie voor een smartphone. Wanneer Sheldon zich er dan mee moeit, leidt dat al snel tot ruzie tussen de twee. |                                         |                 |                                               |                   |  |
| 76 (4-13) | The Love Car Displacement               | Anthony Rich    | Chuck Lorre, Bill Prady & Dave Goetsch        | 20 januari 2011   |  |
| De spanning loopt hoog op wanneer iedereen in hetzelfde hotel verblijft voor een wetenschapsconventie. Bernadette komt er haar ex-vriend Glenn (Rick Fox) tegen en wanneer Howard ziet wie die ex is, begint hij zich heel onzeker te voelen. |                                         |                 |                                               |                   |  |
| 77 (4-14) | The Thespian Catalyst                   | Mark Cendrowski | Chuck Lorre, Lee Aronsohn & Jim Reynolds      | 3 februari 2011   |  |
| Sheldon wil leren acteren (om beter te kunnen lesgeven) en gaat hiervoor raad vragen aan Penny. Intussen fantaseert Raj over de vriendin van zijn beste vriend. |                                         |                 |                                               |                   |  |
| 78 (4-15) | The Benefactor Factor                   | Mark Cendrowski | Bill Prady, Lee Aronsohn & Dave Goetsch       | 10 februari 2011  |  |
| Een rijke donateur van Caltech heeft een voorstel voor Leonard. Wanneer Sheldon dit hoort, probeert hij Leonard te overtuigen om op het voorstel in te gaan, zelfs wanneer het voorstel een oneerbaar voorstel blijkt te zijn. |                                         |                 |                                               |                   |  |
| 79 (4-16) | The Cohabitation Formulation            | Mark Cendrowski | Chuck Lorre, Lee Aronsohn & Dave Goetsch      | 17 februari 2011  |  |
| Howard komt voor een moeilijke keuze te staan wanneer hij in zijn relatie met Bernadette een volgende stap wil zetten. Intussen keert de zus van Raj terug, wat tot spanning tussen Leonard en Raj leidt. |                                         |                 |                                               |                   |  |
| 80 (4-17) | The Toast Derivation                    | Mark Cendrowski | Bill Prady, Dave Goetsch & Maria Ferrari      | 24 februari 2011  |  |
| Wanneer Sheldon eindelijk door heeft dat niet hij maar Leonard de centrale persoon is in hun groep van vrienden, besluit hij andere vrienden te zoeken. |                                         |                 |                                               |                   |  |
| 81 (4-18) | The Prestidigitation Approximation      | Mark Cendrowski | Bill Prady, Steve Holland & Eddie Gorodetsky  | 10 maart 2011     |  |
| Leonard komt voor een moeilijke keuze te staan nu zijn nieuwe vriendin Priya hem vraagt te kiezen tussen haar en Penny. Intussen maakt Howard Sheldon gek met een goocheltruc die hij maar niet kan begrijpen. |                                         |                 |                                               |                   |  |
| 82 (4-19) | The Zarnecki Incursion                  | Peter Chakos    | Chuck Lorre, Steven Molaro & Maria Ferrari    | 31 maart 2011     |  |
| Wanneer iemand inbreekt op de online game account van Sheldon, gaan de jongens op zoek naar de dader. |                                         |                 |                                               |                   |  |
| 83 (4-20) | The Herb Garden Germination             | Mark Cendrowski | Chuck Lorre, Eric Kaplan & Eddie Gorodetsky   | 7 april 2011      |  |
| Sheldon en Amy verspreiden een roddel voor een wetenschappelijk experiment. Intussen neemt Howard een grote stap in zijn relatie met Bernadette. |                                         |                 |                                               |                   |  |
| 84 (4-21) | The Agreement Dissection                | Mark Cendrowski | Bill Prady, Dave Goetsch & Eddie Gorodetsky   | 28 april 2011     |  |
| Priya gebruikt haar kennis als advocate om de overeenkomst tussen Sheldon en Leonard uit te pluizen en zet hiermee Sheldon voor schut. Intussen nemen de meisjes Sheldon mee dansen. |                                         |                 |                                               |                   |  |
| 85 (4-22) | The Wildebeest Implementation           | Mark Cendrowski | Chuck Lorre, Steven Molaro & Eric Kaplan      | 5 mei 2011        |  |
| Raj zoekt een oplossing voor zijn probleem om met vrouwen te praten en Penny gebruikt Bernadette om Leonard & Priya te bespioneren. |                                         |                 |                                               |                   |  |
| 86 (4-23) | The Engagement Reaction                 | Howard Murray   | Bill Prady, Eric Kaplan & Jim Reynolds        | 12 mei 2011       |  |
| Wanneer Howard aan zijn moeder vertelt dat hij verloofd is, belandt zij in het ziekenhuis. |                                         |                 |                                               |                   |  |
| 87 (4-24) | The Roommate Transmogrification         | Mark Cendrowski | Chuck Lorre, Steven Molaro & Eddie Gorodetsky | 19 mei 2011       |  |
| Bernadette behaalt haar PhD, en de anderen plagen Howard nu hij de enige is van de groep die dit niet heeft behaald. Intussen wordt Raj de nieuwe kamergenoot van Sheldon. |                                         |                 |                                               |                   |  |

## Seizoen 5 (2011-2012)
| Nr. | Titel                            | Regisseur       | Schrijver(s)                                       | Uitzenddatum      |  |
| --- | -------------------------------- | --------------- | -------------------------------------------------- | ----------------- |  |
| 88 (5-01) | The Skank Reflex Analysis        | Mark Cendrowski | Eric Kaplan, Maria Ferrari & Anthony Del Broccolo  | 22 september 2011 |  |
| Penny en Raj hebben het bed gedeeld en dit zindert nog na. Penny denkt er zelfs over na om terug te keren naar Nebraska. Intussen neemt Sheldon de leiding van hun paintballteam.                                               |                                  |                 |                                                    |                   |  |
| 89 (5-02) | The Infestation Hypothesis       | Mark Cendrowski | Bill Prady, Steven Molaro & Maria Ferrari          | 22 september 2011 |  |
| Amy belandt per ongeluk midden in een ruzie tussen Sheldon en Penny. Intussen probeert Leonard wat spanning toe te voegen aan zijn lange-afstandsrelatie met Priya.                                                             |                                  |                 |                                                    |                   |  |
| 90 (5-03) | The Pulled Groin Extrapolation   | Mark Cendrowski | Bill Prady, Steven Molaro & Dave Goetsch           | 29 september 2011 |  |
| Terwijl Sheldon thuisblijft om te spelen met zijn nieuwe treinset, leren Leonard en Amy elkaar beter kennen als hij als haar "plus 1" meegaat naar een bruiloft. Howard en Bernadette brengen het weekend door bij zijn moeder. |                                  |                 |                                                    |                   |  |
| 91 (5-04) | The Wiggly Finger Catalyst       | Mark Cendrowski | Chuck Lorre, David Goetsch & Anthony Del Broccolo  | 6 oktober 2011    |  |
| Penny koppelt Raj aan een dove vriendin van haar, maar ze weet niet dat haar vriendin eigenlijk alleen maar op Rajs geld uit is. Sheldon besluit om de kleinere beslissingen in het leven over te laten aan het toeval.         |                                  |                 |                                                    |                   |  |
| 92 (5-05) | The Russian Rocket Reaction      | Mark Cendrowski | Bill Prady, Steven Molaro & Jim Reynolds           | 13 oktober 2011   |  |
| Leonard wil naar het feestje van Sheldons vijand Wil Weaton gaan, maar dit is natuurlijk buiten Sheldon gerekend. Howard krijgt een werkaanbieding op het Internationaal ruimtestation ISS.                                     |                                  |                 |                                                    |                   |  |
| 93 (5-06) | The Rhinitis Revelation          | Howard Murray   | Chuck Lorre, Eric Kaplan & Steve Holland           | 20 oktober 2011   |  |
| Sheldon is boos als zijn moeder die op visite komt weigert voor hem te koken en natuurkundelessen bij te wonen. |                                  |                 |                                                    |                   |  |
| 94 (5-07) | The Good Guy Fluctuation         | Mark Cendrowski | Chuck Lorre, Dave Goetsch & Maria Ferrari          | 27 oktober 2011   |  |
| Het is Halloween en Sheldon probeert zijn vrienden bang te maken nadat zij een grap met hem hebben uitgehaald. Leonard ontmoet een meisje in de stripwinkel en het klikt meteen.                                                |                                  |                 |                                                    |                   |  |
| 95 (5-08) | The Isolation Permutation        | Mark Cendrowski | Chuck Lorre, Eric Kaplan & Tara Hernandez          | 3 november 2011   |  |
| Amy's hart wordt gebroken wanneer Bernadette en Penny gaan shoppen voor een trouwjurk zonder haar. Ze zoekt troost bij Sheldon.                                                                                                 |                                  |                 |                                                    |                   |  |
| 96 (5-09) | The Ornithophobia Diffusion      | Mark Cendrowski | Chuck Lorre, Dave Goetsch & Anthony Del Broccolo   | 10 november 2011  |  |
| Sheldon moet zijn angst voor vogels overwinnen, terwijl Leonard en Penny puur als vrienden samen proberen te zijn. |                                  |                 |                                                    |                   |  |
| 97 (5-10) | The Flaming Spittoon Acquisition | Mark Cendrowski | Chuck Lorre, Steven Molaro & Dave Goetsch          | 17 november 2011  |  |
| Wanneer Stuart en Amy samen op date gaan denkt Sheldon erover na om zijn relatie met Amy te versterken. |                                  |                 |                                                    |                   |  |
| 98 (5-11) | The Speckerman Recurrence        | Anthony Rich    | Chuck Lorre, Bill Prady & Steve Holland            | 8 december 2011   |  |
| Leonard gaat de confrontatie aan met iemand die hem vroeger heeft gepest. Penny komt tot het besef dat zij ook een pester was en ze wil haar leven beteren.                                                                     |                                  |                 |                                                    |                   |  |
| 99 (5-12) | The Shiny Trinket Maneuver       | Mark Cendrowski | Chuck Lorre, Steve Holland & Tara Hernandez        | 12 januari 2012   |  |
| Sheldon lijkt niet onder de indruk van Amy's prestaties en raakt hierdoor in de problemen. Intussen heeft Howard moeite met het feit dat Bernadette niet van kinderen houdt.                                                    |                                  |                 |                                                    |                   |  |
| 100 (5-13) | The Recombination Hypothesis     | Mark Cendrowski | Chuck Lorre                                        | 19 januari 2012   |  |
| De honderdste aflevering. Leonard nodigt Penny plots uit op een romantisch etentje voor twee. |                                  |                 |                                                    |                   |  |
| 101 (5-14) | The Beta Test Initiation         | Mark Cendrowski | Chuck Lorre, Steven Molaro & Eric Kaplan           | 26 januari 2012   |  |
| Leonard en Penny denken erover na om opnieuw een relatie te beginnen. Intussen heeft Raj een vrouw ontmoet, met wie hij wel kan praten.                                                                                         |                                  |                 |                                                    |                   |  |
| 102 (5-15) | The Friendship Contraction       | Mark Cendrowski | Chuck Lorre, Eric Kaplan & Jim Reynolds            | 2 februari 2012   |  |
| De vriendschap tussen Leonard en Sheldon bereikt een dieptepunt. |                                  |                 |                                                    |                   |  |
| 103 (5-16) | The Vacation Solution            | Mark Cendrowski | Chuck Lorre, Anthony Del Broccolo & Tara Hernandez | 9 februari 2012   |  |
| Sheldon wordt gedwongen om vakantie te nemen en gaat meehelpen in het laboratorium van Amy. |                                  |                 |                                                    |                   |  |
| 104 (5-17) | The Rothman Disintegration       | Mark Cendrowski | Chuck Lorre, Bill Prady & Steve Holland            | 16 februari 2012  |  |
| Er komt een kantoor vrij op de universiteit, en zowel Sheldon als zijn vijand Barry Kripke zien de nieuwe werkplek wel zitten. Een cadeau van Amy heeft Penny van de wijs gebracht.                                             |                                  |                 |                                                    |                   |  |
| 105 (5-18) | The Werewolf Transformation      | Mark Cendrowski | Chuck Lorre, Todd Craig & Gary Torvinen            | 23 februari 2012  |  |
| Sheldons leven wordt op zijn kop gezet wanneer zijn kapper ziek raakt. Na een astronautentraining begint Howard te twijfelen over zijn beslissing om naar de ruimte te gaan.                                                    |                                  |                 |                                                    |                   |  |
| 106 (5-19) | The Weekend Vortex               | Mark Cendrowski | Chuck Lorre, Bill Prady & Tara Hernandez           | 8 maart 2012      |  |
| Sheldon kiest ervoor om zijn weekend al gamend door te brengen met zijn vrienden in plaats van met Amy naar het verjaardagsfeest van haar tante te gaan.                                                                        |                                  |                 |                                                    |                   |  |
| 107 (5-20) | The Transporter Malfunction      | Mark Cendrowski | Chuck Lorre, Bill Prady & Maria Ferrari            | 29 maart 2012     |  |
| Een actiefiguur van Spock achtervolgt Sheldon in zijn dromen. Raj is de eenzaamheid beu, hij vraagt zijn ouders om een afspraakje voor hem te regelen.                                                                          |                                  |                 |                                                    |                   |  |
| 108 (5-21) | The Hawking Excitation           | Mark Cendrowski | Bill Prady, Steven Molaro & Steve Holland          | 5 april 2012      |  |
| Howard krijgt de kans om met Stephen Hawking te werken. Sheldon is een grote fan van Hawking en voor een ontmoeting met zijn idool is hij tot alles in staat.                                                                   |                                  |                 |                                                    |                   |  |
| 109 (5-22) | The Stag Convergence             | Peter Chakos    | Bill Prady, Steve Holland & Eric Kaplan            | 26 april 2012     |  |
| De trouwplannen van Howard komen in gevaar na zijn vrijgezellenfeest. |                                  |                 |                                                    |                   |  |
| 110 (5-23) | The Launch Acceleration          | Mark Cendrowski | Chuck Lorre, Steven Molaro & Jim Reynolds          | 3 mei 2012        |  |
| Howards ruimtemissie wordt verplaatst, waardoor de trouwplannen van Howard en Bernadette opnieuw in gevaar komen. Leonard doet Penny een verrassend voorstel in de slaapkamer.                                                  |                                  |                 |                                                    |                   |  |
| 111 (5-24) | The Countdown Reflection         | Mark Cendrowski | Bill Prady, Steve Holland & Eric Kaplan            | 10 mei 2012       |  |
| Howard en Bernadette beslissen om nog snel te trouwen voordat Howard naar de ruimte vertrekt. |                                  |                 |                                                    |                   |  |

## Seizoen 6 (2012-2013)
| Nr. | Titel                                     | Regisseur       | Schrijver(s)                                     | Uitzenddatum      |  |
| --- | ----------------------------------------- | --------------- | ------------------------------------------------ | ----------------- |  |
| 112 (6-01) | The Date Night Variable                   | Mark Cendrowski | Chuck Lorre, Eric Kaplan & Steve Holland         | 27 september 2012 |  |
| Zowel Sheldon als Leonard hebben een date en Raj voelt zich eenzaam. Howard kan maar niet ontsnappen aan zijn moeder, zelfs niet in de ruimte. |                                           |                 |                                                  |                   |  |
| 113 (6-02) | The Decoupling Fluctuation                | Mark Cendrowski | Chuck Lorre, Jim Reynolds & Maria Ferrari        | 4 oktober 2012    |  |
| Penny denkt erover na om Leonard te dumpen. Wanneer Sheldon dit ontdekt probeert hij te voorkomen dat zijn beste vriend gekwetst raakt. Howard wordt gepest door zijn collega's in de ruimte. |                                           |                 |                                                  |                   |  |
| 114 (6-03) | The Higgs Boson Observation               | Mark Cendrowski | Steven Molaro, Dave Goetsch & Steve Holland      | 11 oktober 2012   |  |
| Sheldon heeft een assistente aangenomen en dit maakt Amy onzeker over hun relatie. |                                           |                 |                                                  |                   |  |
| 115 (6-04) | The Re-Entry Minimization                 | Mark Cendrowski | Bill Prady, Jim Reynolds & Anthony Del Broccolo  | 18 oktober 2012   |  |
| Howard keert terug naar huis, maar hij krijgt niet de heldenontvangst die hij had verwacht. |                                           |                 |                                                  |                   |  |
| 116 (6-05) | The Holographic Excitation                | Mark Cendrowski | Chuck Lorre, Eric Kaplan & Jeremy Howe           | 25 oktober 2012   |  |
| De vrienden vieren Halloween in de stripwinkel van Stuart. |                                           |                 |                                                  |                   |  |
| 117 (6-06) | The Extract Obliteration                  | Mark Cendrowski | Chuck Lorre, Bill Prady & Steve Holland          | 1 november 2012   |  |
| De vriendschap tussen Sheldon en Stephen Hawking wordt op de proef gesteld door een spelletje op internet. |                                           |                 |                                                  |                   |  |
| 118 (6-07) | The Habitation Configuration              | Mark Cendrowski | Chuck Lorre, Eric Kaplan & Jim Reynolds          | 8 november 2012   |  |
| Amy krijgt het aan de stok met Sheldons goede vriend Wil Wheaton. Howard trekt in bij Bernadette. |                                           |                 |                                                  |                   |  |
| 119 (6-08) | The 43 Peculiarity                        | Mark Cendrowski | Chuck Lorre, Dave Goetsch & Anthony Del Broccolo | 15 november 2012  |  |
| Raj en Wolowitz zoeken uit waarom Sheldon elke middag rond 14.23 uur verdwijnt. |                                           |                 |                                                  |                   |  |
| 120 (6-09) | The Parking Spot Escalation               | Peter Chakos    | Chuck Lorre, Eric Kaplan & Adam Faberman         | 29 november 2012  |  |
| Op de universiteit wordt Sheldons parkeerplaats toegewezen aan Howard, maar Sheldon laat dit niet zomaar gebeuren. |                                           |                 |                                                  |                   |  |
| 121 (6-10) | The Fish Guts Displacement                | Mark Cendrowski | Chuck Lorre, Bill Prady & Tara Hernandez         | 6 december 2012   |  |
| Howard probeert de band met zijn schoonvader aan te halen door een samen te gaan vissen. Ondertussen verzorgt Sheldon een zieke Amy. |                                           |                 |                                                  |                   |  |
| 122 (6-11) | The Santa Simulation                      | Mark Cendrowski | Chuck Lorre, Eric Kaplan & Steve Holland         | 13 december 2012  |  |
| Sheldon haalt kerstherinneringen op tijdens een spelletje Dungeons & Dragons. Penny, Amy en Bernadette zoeken een partner voor Raj tijdens een avondje uit. |                                           |                 |                                                  |                   |  |
| 123 (6-12) | The Egg Salad Equivalency                 | Mark Cendrowski | Chuck Lorre, Eric Kaplan & Jim Reynolds          | 3 januari 2013    |  |
| Sheldon wordt beschuldigd van seksuele intimiteiten op de universiteit en brengt hierdoor ook Leonard, Howard en Raj in de problemen. |                                           |                 |                                                  |                   |  |
| 124 (6-13) | The Bakersfield Expedition                | Mark Cendrowski | Chuck Lorre, Jim Reynolds & Steve Holland        | 10 januari 2013   |  |
| Sheldon, Leonard, Howard en Raj trekken naar een stripconventie in Bakersfield terwijl de meisjes thuis een stripboek proberen te interpreteren. |                                           |                 |                                                  |                   |  |
| 125 (6-14) | The Cooper/Kripke Inversion               | Mark Cendrowski | Chuck Lorre, Eric Kaplan & Anthony Del Broccolo  | 2 februari 2013   |  |
| Sheldon wordt gedwongen om samen te werken met zijn collega en vijand Barry Kripke. |                                           |                 |                                                  |                   |  |
| 126 (6-15) | The Spoiler Alert Segmentation            | Mark Cendrowski | Chuck Lorre, Erik Kaplan & Steve Holland         | 7 februari 2013   |  |
| Na een zware ruzie met Sheldon trekt Leonard in bij Penny. Ondertussen zorgt Raj voor mevrouw Wolowitz terwijl Howard weg is. |                                           |                 |                                                  |                   |  |
| 127 (6-16) | The Tangible Affection Proof              | Mark Cendrowski | Chuck Lorre, Bill Prady & Steve Holland          | 14 februari 2013  |  |
| Sheldon, Leonard en Howard proberen het perfecte valentijnscadeau voor hun vriendinnetjes te vinden. Raj en Stuart organiseren een feestje voor eenzame mensen in de stripwinkel. |                                           |                 |                                                  |                   |  |
| 128 (6-17) | The Monster Isolation                     | Mark Cendrowski | Chuck Lorre, Dave Goetsch & Maria Ferrari        | 21 februari 2013  |  |
| Wanneer Rajs date van hem wegloopt, maakt Raj een gelofte om zijn appartement nooit meer te verlaten. |                                           |                 |                                                  |                   |  |
| 129 (6-18) | The Contractual Obligation Implementation | Mark Cendrowski | Chuck Lorre, Eric Kaplan & Steve Holland         | 7 maart 2013      |  |
| Sheldon, Leonard en Howard proberen jonge meisjes warm te maken voor de wetenschap. Raj heeft een afspraakje met Lucy. |                                           |                 |                                                  |                   |  |
| 130 (6-19) | The Closet Reconfiguration                | Mark Cendrowski | Chuck Lorre, Jim Reynolds & Maria Ferrari        | 14 maart 2013     |  |
| Howard twijfelt of hij een brief van zijn vader al dan niet moet openen. |                                           |                 |                                                  |                   |  |
| 131 (6-20) | The Tenure Turbulence                     | Mark Cendrowski | Steven Molaro, Eric Kaplan & Maria Ferrari       | 4 april 2013      |  |
| Leonard, Sheldon en Raj strijden om een functie bij de universiteit en slepen daarbij de dames in de strijd. |                                           |                 |                                                  |                   |  |
| 132 (6-21) | The Closure Alternative                   | Mark Cendrowski | Steven Molaro, Eric Kaplan & Maria Ferrari       | 25 april 2013     |  |
| Sheldon was er kapot van toen een van zijn favoriete tv-programma werd geannuleerd en Amy helpt hem erdoorheen. Raj ontdekt een geheim over Lucy. |                                           |                 |                                                  |                   |  |
| 133 (6-22) | The Proton Resurgence                     | Mark Cendrowski | Chuck Lorre, Jim Reynolds & Steve Holland        | 2 mei 2013        |  |
| Sheldon en Leonard ontdekken dat 'Professor Proton', de favoriete televisiefiguur uit hun jeugd, ook in te huren is voor kinderfeestjes, en de twee besluiten dit dan ook te doen. Howard en Bernadette letten ondertussen op de hond van Raj.                                                                                                 |                                           |                 |                                                  |                   |  |
| 134 (6-23) | The Love Spell Potential                  | Anthony Rich    | Chuck Lorre, Jim Reynolds & Maria Ferrari        | 9 mei 2013        |  |
| De meisjes willen voor een weekendje naar Vegas, maar door Amy mogen ze niet mee aan boord. Ondertussen organiseren de jongens een weekend vol spelletjes. |                                           |                 |                                                  |                   |  |
| 135 (6-24) | The Bon Voyage Reaction                   | Mark Cendrowski | Steven Molaro, Steve Holland & Tara Hernandez    | 16 mei 2013       |  |
| Leonard kan voor een paar maanden mee op een wetenschappelijke expeditie, georganiseerd door Stephen Hawking. Voor Penny is dit prima, maar Sheldon vindt het een minder leuk idee: hij wil niet alleen zitten en probeert Leonard op andere gedachten te brengen. Raj wil ondertussen zijn nieuwe vriendin Lucy aan de anderen voorstellen... |                                           |                 |                                                  |                   |  |

## Seizoen 7 (2013-2014)
| Nr. | Titel                              | Regisseur       | Schrijver(s)                                      | Uitzenddatum      |  |
| --- | ---------------------------------- | --------------- | ------------------------------------------------- | ----------------- |  |
| 136 (7-01) | The Hofstadter Insufficiency       | Mark Cendrowski | Chuck Lorre, Steven Molaro & Tara Hernandez       | 26 september 2013 |  |
| Nu Leonard nog altijd op missie is, spenderen Sheldon en Penny veel tijd met elkaar en delen ze enkele geheimen. Howard probeert ondertussen Raj zijn ex-vriendin Lucy te doen vergeten... |                                    |                 |                                                   |                   |  |
| 137 (7-02) | The Deception Verification         | Mark Cendrowski | Chuck Lorre, Eric Kaplan & Jim Reynolds           | 26 september 2013 |  |
| Leonards vriendschap met Sheldon wordt op de proef gesteld na zijn terugkeer. Ondertussen veroorzaakt Howards relatie met zijn moeder een ongewone bedreiging voor zijn mannelijkheid. |                                    |                 |                                                   |                   |  |
| 138 (7-03) | The Scavenger Vortex               | Mark Cendrowski | Dave Goetsch, Eric Kaplan & Steve Holland         | 3 oktober 2013    |  |
| Tijdens een etentje oppert Raj het idee van een 'moorddiner' en creëert hij aldus een speurtocht voor de groep die verandert in een serieuze competitie: Sheldon en Penny, Howard en Amy & Leonard en Bernadette nemen het tegen elkaar op.                                                                                            |                                    |                 |                                                   |                   |  |
| 139 (7-04) | The Raiders Minimization           | Mark Cendrowski | Chuck Lorre, Jim Reynolds & Tara Hernandez        | 10 oktober 2013   |  |
| Amy verpest een van Sheldons favoriete films en hij wil nu wraak nemen op haar. Penny moet voor haar schoolwerk een boek lezen en zij heeft een boek gekocht van Leonards moeder en Raj en Stuart ontdekken de wereld van online dating.                                                                                               |                                    |                 |                                                   |                   |  |
| 140 (7-05) | The Workplace Proximity            | Mark Cendrowski | Steven Molaro, Steve Holland & Maria Ferrari      | 17 oktober 2013   |  |
| Amy neemt een job aan op Caltech, en dat is misschien net iets te veel Amy voor Sheldon. Ondertussen logeert Howard bij Raj nadat hij en Bernadette ruzie krijgen. |                                    |                 |                                                   |                   |  |
| 141 (7-06) | The Romance Resonance              | Mark Cendrowski | Eric Kaplan, Jim Reynolds & Tara Hernandez        | 24 oktober 2013   |  |
| Sheldon heeft een belangrijke doorbraak in zijn wetenschappelijk onderzoek, maar voelt zich een fraudeur wanneer zijn resultaat het gevolg is van een foutje dat hij maakte. Ondertussen organiseert Howard een romantische avond voor Bernadette, waardoor Penny inziet dat ze misschien wat meer aandacht aan Leonard moet besteden. |                                    |                 |                                                   |                   |  |
| 142 (7-07) | The Proton Displacement            | Mark Cendrowski | Chuck Lorre, Maria Ferrari & Anthony Del Broccolo | 7 november 2013   |  |
| 'Professor Proton' roept de hulp in van Leonard, iets wat Sheldon heel jaloers maakt. Hij wil wraak en probeert vriendschap te sluiten met Bill Nye, een rivaliserende 'televisieprofessor'. |                                    |                 |                                                   |                   |  |
| 143 (7-08) | The Itchy Brain Simulation         | Mark Cendrowski | Steven Molaro, Bill Prady & Jim Reynolds          | 14 november 2013  |  |
| Leonard vindt een dvd die hij 7 jaar geleden geleend had in een videotheek. Hij had de dvd geleend op de videotheekkaart van Sheldon en wanneer Sheldon hier ijzig kalm onder blijft, wordt Leonard zenuwachtig. Ondertussen komt Penny Lucy tegen, de ex-vriendin van Raj.                                                            |                                    |                 |                                                   |                   |  |
| 144 (7-09) | The Thanksgiving Decoupling        | Mark Cendrowski | Eric Kaplan, Steve Holland & Maria Ferrari        | 21 november 2013  |  |
| De hele groep wil Thanksgiving vieren in het huis van Mrs. Wolowitz, maar daar is Sheldon het niet mee eens. Ondertussen moeten Penny en Leonard een foutje van Penny uit het verleden rechttrekken. |                                    |                 |                                                   |                   |  |
| 145 (7-10) | The Discovery Dissipation          | Mark Cendrowski | Eric Kaplan, Jim Reynolds & Maria Ferrari         | 5 december 2013   |  |
| Sheldon is ongelukkig met alle aandacht die zijn ontdekking heeft teweeggebracht, totdat Leonard Sheldons formule ontkracht. Ondertussen logeert Raj een weekje bij Howard en Bernadette. |                                    |                 |                                                   |                   |  |
| 146 (7-11) | The Cooper Extraction              | Mark Cendrowski | Steven Molaro, Eric Kaplan & Maria Ferrari        | 12 december 2013  |  |
| Sheldon keert terug naar Texas voor de feestdagen. Dit zet de rest van de vriendengroep aan het denken over hoe hij hun leven heeft beïnvloed. |                                    |                 |                                                   |                   |  |
| 147 (7-12) | The Hesitation Ramification        | Mark Cendrowski | Dave Goetsch, Jim Reynolds & Tara Hernandez       | 2 januari 2014    |  |
| Penny heeft een rol te pakken gekregen in NCIS, maar dat loopt verkeerd af en Leonard moet haar troosten. Ondertussen leert Sheldon grappig te zijn en werkt Raj aan zijn versierkunsten. |                                    |                 |                                                   |                   |  |
| 148 (7-13) | The Occupation Recalibration       | Mark Cendrowski | Eric Kaplan, Maria Ferrari & Tara Hernandez       | 9 januari 2014    |  |
| Sheldon probeert zich te ontspannen nadat hij gedwongen wordt een vakantie te nemen. Ondertussen worstelt Leonard met zijn steun aan Penny als zij ontslag neemt bij de CheeseCake Factory. Bernadette vraagt Stuart om hulp bij het vervangen van een van Howards stripboek.                                                          |                                    |                 |                                                   |                   |  |
| 149 (7-14) | The Convention Conundrum           | Mark Cendrowski | Eric Kaplan, Jim Reynolds & Adam Faberman         | 30 januari 2014   |  |
| De jongens hebben geen tickets weten te bemachtigen voor Comic-Con. Sheldon besluit dan om zijn eigen versie te organiseren, maar dat draait uit op een wilde nacht met James Earl Jones. Ondertussen proberen de meisjes zich 'volwassen' te gedragen.                                                                                |                                    |                 |                                                   |                   |  |
| 150 (7-15) | The Locomotion Manipulation        | Mark Cendrowski | Jim Reynolds, Steve Holland & Tara Hernandez      | 6 februari 2014   |  |
| Sheldon & Amy en Bernadette & Howard gaan samen op een romantische uitstap naar de wijnstreek. Ondertussen letten Penny en Leonard op de hond van Raj, maar ze moeten er onverwacht mee naar de dierenarts. |                                    |                 |                                                   |                   |  |
| 151 (7-16) | The Table Polarization             | Gay Linvill     | Steven Molaro, Maria Ferrari & Tara Hernandez     | 27 februari 2014  |  |
| Leonard koopt een eetkamer tafel waardoor Sheldon de veranderingen in zijn leven opnieuw gaat evalueren. Ondertussen wordt Howard een kans aangeboden om terug te gaan naar de ruimte en Bernadette worstelt of ze hem wel of niet aan moet moedigen.                                                                                  |                                    |                 |                                                   |                   |  |
| 152 (7-17) | The Friendship Turbulence          | Mark Cendrowski | Jim Reynolds, Maria Ferrari & Jeremy Howe         | 6 maart 2014      |  |
| Sheldon en Howard proberen hun strijdbijl te begraven en gaan samen op uitstap naar Houston. Penny krijgt een rol aangeboden in een film maar slaat deze af en Raj vraagt aan Amy om een brief te sturen naar een vrouw in zijn plaats.                                                                                                |                                    |                 |                                                   |                   |  |
| 153 (7-18) | The Mommy Observation              | Mark Cendrowski | Steven Molaro, Eric Kaplan & Tara Hernandez       | 13 maart 2014     |  |
| Sheldon en Howard zijn nog altijd in Houston en besluiten een verrassingsbezoek te brengen aan de moeder van Sheldon. Daar wacht Sheldon echter een 'onaangename verrassing'. De rest van de groep wordt verrast door Raj: hij organiseert een van zijn befaamde 'diner moordmysteries'.                                               |                                    |                 |                                                   |                   |  |
| 154 (7-19) | The Indecision Amalgamation        | Anthony Rich    | Bill Prady, Eric Kaplan & Jim Reynolds            | 3 april 2014      |  |
| Raj voelt zich schuldig nu dat hij met 2 vrouwen tegelijkertijd uitgaat. Penny weet niet goed of ze een rol in een film moet aannemen en Amy helpt Sheldon met het kiezen van een nieuwe spelconsole. |                                    |                 |                                                   |                   |  |
| 155 (7-20) | The Relationship Diremption        | Mark Cendrowski | Steven Molaro, Bill Prady & Jim Reynolds          | 10 april 2014     |  |
| Sheldon wordt geconfronteerd met een persoonlijke crisis nadat hij besluit dat hij zijn tijd verdoet met zijn onderzoek naar de snaartheorie. Penny probeert hem te troosten. Raj, Emily, Howard en Bernadette gaan ondertussen samen uit, maar dat brengt Howard al snel in verlegenheid.                                             |                                    |                 |                                                   |                   |  |
| 156 (7-21) | The Anything Can Happen Recurrence | Mark Cendrowski | Steven Molaro, Eric Kaplan & Adam Faberman        | 24 april 2014     |  |
| Sheldon probeert spontaan te zijn, maar dat leidt tot spanningen tussen Amy, Penny en Bernadette. Leonard probeert Sheldon te doen ontspannen met de terugkeer van 'alles-kan-gebeuren-donderdag'. Ondertussen helpt Howard Raj met het voorbereiden van zijn date met Emily.                                                          |                                    |                 |                                                   |                   |  |
| 157 (7-22) | The Proton Transmogrification      | Mark Cendrowski | Jim Reynolds, Maria Ferrari & Jeremy Howe         | 1 mei 2014        |  |
| Professor Proton overlijdt en in een (op Star Wars geïnspireerde) droom helpt hij Sheldon met het verlies omgaan. Leonard en Penny gaan naar de begrafenis van de Professor en geraken in een discussie over trouwen. Amy en Bernadette maken ondertussen een "Star Wars-dag" cadeautje om Sheldon een beetje op te beuren.            |                                    |                 |                                                   |                   |  |
| 158 (7-23) | The Gorilla Dissolution            | Peter Chakos    | Chuck Lorre, Jim Reynolds & Jeremy Howe           | 8 mei 2014        |  |
| Penny heeft last van een baaldag en ze neemt hierdoor enkele drastische beslissingen, die ook haar relatie met Leonard beïnvloeden. Ondertussen hebben Bernadette en Howard het moeilijk omdat zijn moeder veel aandacht opeist en krijgt Raj relatieadvies van Sheldon.                                                               |                                    |                 |                                                   |                   |  |
| 159 (7-24) | The Status Quo Combustion          | Mark Cendrowski | Eric Kaplan, Jim Reynolds & Jeremy Howe           | 15 mei 2014       |  |
| Sheldon heeft nog altijd geen nieuw onderzoeksveld gevonden en overweegt om te verhuizen. Ondertussen evolueert de relatie van Raj en Emilie naar een nieuwe fase en lijdt de relatie van Howard en Bernadette onder de blessure van Mevrouw Wolowitz.                                                                                 |                                    |                 |                                                   |                   |  |

## Seizoen 8 (2014-2015)
| Nr. | Titel                             | Regisseur       | Schrijver(s)                                               | Uitzenddatum      |  |
| --- | --------------------------------- | --------------- | ---------------------------------------------------------- | ----------------- |  |
| 160 (8-01) | The Locomotion Interruption       | Mark Cendrowski | Jim Reynolds, Maria Ferrari en Tara Hernandez              | 22 september 2014 |  |
| Leonard en Amy gaan op 'road trip' om Sheldon te gaan ophalen in Arizona. Penny solliciteert bij het bedrijf waar Bernadette werkt en Howard vindt het maar niets dat Stuart een relatie heeft opgebouwd met zijn moeder. |                                   |                 |                                                            |                   |  |
| 161 (8-02) | The Junior Professor Solution     | Mark Cendrowski | Steven Molaro, Eric Kaplan en Steve Holland                | 22 september 2014 |  |
| Sheldon moet lesgeven om zijn job bij de universiteit te behouden en heeft daar geen zin in. Zijn enige leerling wordt Howard. De spanning tussen Bernadette en Penny loopt hoog op, en Amy gooit nog wat olie op het vuur. |                                   |                 |                                                            |                   |  |
| 162 (8-03) | The First Pitch Insufficiency     | Mark Cendrowski | Chuck Lorre, Jim Reynolds en Anthony Del Broccolo          | 29 september 2014 |  |
| Om Space Day te vieren, wordt Howard via NASA gevraagd om bij de honkbalwedstrijd van de LA Angels van Anaheim de openingspitch te werpen. Hij blijkt een waardeloze werper en zoekt wanhopig naar een alternatief. Ondertussen nodigen Sheldon en Amy Leonard en Penny uit voor een dubbeldate waar de spanningen hoog oplopen. |                                   |                 |                                                            |                   |  |
| 163 (8-04) | The Hook-up Reverberation         | Mark Cendrowski | Steve Holland, Maria Ferrari en Tara Hernandez             | 6 oktober 2014    |  |
| Raj stelt eindelijk zijn vriendin Emily voor aan zijn vrienden. Penny voelt echter dat er een negatieve spanning zit tussen haar en Emily, wat komt doordat Raj en Penny eerder seks hebben gehad. De jongens besluiten om Stuart geld te lenen om hun droom waar te maken om samen een stripboekenwinkel te bezitten. Howard heeft er echter moeite mee dat Stuart nog altijd bij zijn moeder woont. |                                   |                 |                                                            |                   |  |
| 164 (8-05) | The Focus Attenuation             | Mark Cendrowski | Jim Reynolds, Maria Ferrari en Adam Faberman               | 13 oktober 2014   |  |
| De jongens willen een weekend brainstormen en dat zonder de afleiding van hun vriendinnen. Penny, Bernadette en Amy boeken daarom een weekend naar Las Vegas. Op de eerste avond in Las Vegas wil Penny eerst nog studeren voor haar nieuwe baan, terwijl Bernadette en Amy losgaan aan de bar. De volgende ochtend als Penny vroeg op wil staan, blijkt dat haar vriendinnen met een heel zware kater door willen blijven slapen. |                                   |                 |                                                            |                   |  |
| 165 (8-06) | The Expedition Approximation      | Mark Cendrowski | Steven Molaro, Dave Goetsch en Tara Hernandez              | 20 oktober 2014   |  |
| Omdat Penny een auto van de zaak meekrijgt, verkoopt ze de auto die Leonard haar cadeau heeft gegeven in afl. 152 "The Friendship Turbulence" en probeert hem het geld ervan terug te geven. Leonard wil dit niet accepteren en dit leidt tot een ruzie over het geld. Sheldon en Raj willen een experiment naar donkere materie uitvoering in een ondergrondse zoutmijn. |                                   |                 |                                                            |                   |  |
| 166 (8-07) | The Misinterpretation Agitation   | Mark Cendrowski | Chuck Lorre, Eric Kaplan en Jim Reynolds                   | 30 oktober 2014   |  |
| In het trappenhuis van zijn flatgebouw ontmoet Sheldon de seksueel gestoorde Dr. Oliver Lorvis die bloemen komt brengen naar Penny om haar het hof te maken. De arts wordt toch binnen gevraagd en ze raken in gesprek en dan blijkt de uroloog een enorme fancollectie van strip- en filmobjecten en arcademachines te bezitten. Hij lokt de jongens mee om zijn goed gevulde kelder te laten zien en sluit ze op. Bernadette is uitgenodigd om te verschijnen in een artikel over de 50 meest sexy vrouwen in de wetenschap.                                                                                   |                                   |                 |                                                            |                   |  |
| 167 (8-08) | The Prom Equivalency              | Mark Cendrowski | Jim Reynolds, Steve Holland en Jeremy Howe                 | 6 november 2014   |  |
| De meiden besloten het schoolfeest te herdoen met hun jongens omdat niemand behalve Penny er mooie herinnering aan had. Howard is bezorgd dat Stuart zijn moeder zal brengen, terwijl hij eigenlijk de nicht meebrengt waar Howard zijn maagdelijkheid aan is aan verloren. |                                   |                 |                                                            |                   |  |
| 168 (8-09) | The Septum Deviation              | Antony Rich     | Steven Molaro, Bill Prady en Maria Ferrari                 | 13 november 2014  |  |
| Sheldon is bezorgd om Leonard wanneer hij naar het ziekenhuis gaat voor een operatie, terwijl Raj bezorgd is om zijn ouders die aan het scheiden zijn. |                                   |                 |                                                            |                   |  |
| 169 (8-10) | The Champagne Reflection          | Mark Cendrowski | Steven Molaro, Tara Hernandez en David Saltzberg           | 20 november 2014  |  |
| Howard, Raj en Leonard ruimen het levenswerk van een professor op die gestorven is, Bernadette doet iets aan haar pestgedrag en Sheldon neemt de laatste aflevering van "Fun With Flags" op. |                                   |                 |                                                            |                   |  |
| 170 (8-11) | The Clean Room Infiltration       | Mark Cendrowski | Maria Ferrari, Tara Hernandez en Jeremy Howe               | 11 december 2014  |  |
| Raj kan geen kerstdiner organiseren omdat zijn vader overkomt en helemaal depressief is door de scheiding met zijn moeder. Amy houdt een Victoriaans kerstdiner voor Sheldon. Ondertussen werken Leonard en Howard samen in een steriel lab als er daar ineens een duif naar binnen vliegt. |                                   |                 |                                                            |                   |  |
| 171 (8-12) | The Space Probe Disintegration    | Mark Cendrowski | Bill Prady, Eric Kaplan en Jim Reynolds                    | 8 januari 2015    |  |
| Sheldon en Leonard spelen met plezier een bordspel, als Amy en Penny hen vertellen dat ze het beu zijn dat zij altijd moeten doen wat de jongens willen doen. Sheldon vertelt dat hij wel weet hoe hij een compromis moet sluiten, aangezien hij dat de hele tijd bij Leonard doet. Ondertussen is Raj helemaal gestrest, omdat hij negen jaar geleden onderdeel was van een team die de New Horizons ruimtesonde heeft gelanceerd. Deze wordt nu geactiveerd. |                                   |                 |                                                            |                   |  |
| 172 (8-13) | The Anxiety Optimization          | Mark Cendrowski | Eric Kaplan, Maria Ferrari en Adam Faberman                | 29 januari 2015   |  |
| Sheldon heeft een probleem in zijn donkere materie proton onderzoek. Sheldon raakt oververmoeid en begint te hallucineren. Een gefrustreerde Amy gooit hem uit zijn appartement wanneer hij zich focust op zijn onderzoek en zijn irritaties tijdens een van hun date avondjes. Leonard en Penny krijgen het voor elkaar om een oververmoeide Sheldon in slaap te krijgen. Ondertussen heeft Howard een spelletje uitgevonden die heet 'Emily of Cinnamon'. Hierbij moet de rest van zijn vrienden raden wanneer een uitgesproken quote van Raj voor zijn vriendin Emily bedoeld was of voor zijn hond Cinnamon. |                                   |                 |                                                            |                   |  |
| 173 (8-14) | The Troll Manifestation           | Mark Cendrowski | Steven Molaro, Eric Kaplan en Tara Hernandez               | 5 februari 2015   |  |
| Leonard heeft een openbaring over supervloeibaar helium en legt zijn theorie aan Sheldon voor, die hem bevestigt. Ze schrijven er een paper over. Ondertussen spenderen de meiden in het appartement van Penny de avond door elkaar gênante verhalen te vertellen. |                                   |                 |                                                            |                   |  |
| 174 (8-15) | The Comic Book Store Regeneration | Mark Cendrowski | Jim Reynolds, Maria Ferrari en Jeremy Howe                 | 19 februari 2015  |  |
| Barry Kripke komt langs om Amy te bedanken omdat ze hem geholpen heeft met haar ideeën naar snaar theorie. Leonard en Raj komen Nathan Fillion tegen in een broodjeszaak, maar hij ontkent dat hij de acteur is om zo rustig zijn broodje op te kunnen eten. Stuart heeft net zijn nieuwe stripboek winkel geopend, en iedereen is onder de indruk. Dan krijgt Howard een telefoontje uit Florida waar zijn moeder op bezoek was, en ontvangt vreselijk nieuws; zijn moeder is overleden in haar slaap. Iedereen is in shock en probeert Howard te troosten, inclusief Sheldon.                                  |                                   |                 |                                                            |                   |  |
| 175 (8-16) | The Intimacy Acceleration         | Mark Cendrowski | Dave Goetsch, Eric Kaplan en Tara Hernandez                | 26 februari 2015  |  |
| Sheldon schrikt als zijn vrienden hem een surpriseparty geven als hij thuiskomt. Raj, Emily, Leonard en Amy doen een interactief spel waarbij de deelnemers een puzzel op moeten lossen om uit een ruimte te komen. Het viertal is teleurgesteld wanneer ze de puzzels binnen zes minuten oplossen. Ondertussen komen Howard en Bernadette terug van de begrafenis van Howards moeder, en zijn woedend omdat de luchthaven zijn moeders as is verloren. De opluchting is groot wanneer de as van zijn moeder toch gevonden wordt.                                                                                |                                   |                 |                                                            |                   |  |
| 176 (8-17) | The Colonization Application      | Mark Cendrowski | Dave Goetsch, Eric Kaplan en Tara Hernandez                | 5 Maart 2015      |  |
| Leonard en Penny een stap voorwaarts in de slaapkamer door een volwassen aankoop. Raj maakt zich zorgen over Emily's reactie wanneer ze erachter komt dat hij is gaan rondsnuffelen in haar appartement. |                                   |                 |                                                            |                   |  |
| 177 (8-18) | The Leftover Thermalization       | Mark Cendrowski | Steven Molaro, Maria Ferrari en Jeremy Howe                | 12 Maart 2015     |  |
| De spanningen stijgen tussen Sheldon en Leonard wanneer een tijdschriftartikel over de paper dat ze samen schreven alleen Sheldons naam noemt. In het huis van de overleden mevrouw Wolowitz, waar Stuart nu woont, valt de stroom uit. Alles in de vriezer ontdooit, want Howard doet besluiten iedereen uit te nodigen voor een laatste familiediner in haar eer. |                                   |                 |                                                            |                   |  |
| 178 (8-19) | The Skywalker incursion           | Mark Cendrowski | Jim Reynolds, Tara Hernandez en Jeremy Howe                | 19 Maart 2015     |  |
| Wanneer Sheldon en Leonard worden uitgenodigd om een lezing bij UC Berkeley te geven, nemen ze een omweg in de hoop een hun idolen te kunnen ontmoeten. Ondertussen kunnen Howard en Bernadette het niet eens worden over de toekomst van Howards Doctor Who TARDIS. De discussie wordt geslecht in een pingpongwedstrijd. |                                   |                 |                                                            |                   |  |
| 179 (8-20) | The Fortification Implementation  | Mark Cendrowski | Jim Reynolds, Saladin Patterson en Tara Hernandez          | 9 April 2015      |  |
| Sheldon is depressief geraakt omdat hij buiten de groep valt bij een symposium bij het huis van Richard Feynman. Wil Wheaton interviewt Penny op zijn podcast om te praten over de verschrikkelijke film waarin ze beiden speelden, "Serial Ape-ist 2". Howard bezit nu zijn moeders huis nadat zijn vader Sam afziet van het contract. Terwijl hij aan het discussiëren is met Raj en Bernadette, komt zijn halfbroer Josh langs. Ze krijgen een band nadat hij vertelt over zijn tijd in de ruimte. |                                   |                 |                                                            |                   |  |
| 180 (8-21) | The Communication Deterioration   | Mark Cendrowski | Dave Goetsch, Steve Holland, Jeremy Howe en Tara Hernandez | 16 April 2015     |  |
| Raj werkt aan een voorstel voor NASA om een methode te ontwerpen voor communicatie met buitenaardse intelligente wezens. Penny twijfelt of ze haar nieuwe carrière moet riskeren voor een kans om weer te acteren en gaat naar Sheldon voor advies. Aanvankelijk zal Sheldon haar niet vertellen wat ze moet doen, omdat mensen denken dat hij te controlerend is. Penny bedankt Bernadette voor haar goede farmaceutische baan en neemt haar en Amy mee op een speciaal diner na het porren van Bernadette. |                                   |                 |                                                            |                   |  |
| 181 (8-22) | The Graduation Transmission       | Anthony Rich    | Chuck Lorre, Dave Goetsch en Anthony Del Broccolo          | 23 april 2015     |  |
| Leonard is gevraagd om de afstudeerspeech te geven op zijn oude middelbare school in New Jersey, de vlucht is echter geannuleerd vanwege slecht weer. Penny regelt samen met de school de speech van Leonard via Skype en koopt hem een 'sexy afgestudeerd' kostuum voor een afstudeerpet en -jas. Raj heeft een quadcopter gekocht, maar kan hem niet aan het werk krijgen, dus hij brengt hem naar Howard en Sheldon. Howard haalt de quadcopter uit elkaar, maar kan hem niet aan het werk krijgen. De jongens noemen met tegenzin de technische ondersteuning zoals Bernadette suggereerde.                  |                                   |                 |                                                            |                   |  |
| 182 (8-23) | The Maternal Combustion           | Anthony Rich    | Steven Molaro, Tara Hernandez en Jeremy Howe               | 30 april 2015     |  |
| Sheldon en Leonard krijgen een prijs voor het papier dat ze samen hebben geschreven en beide moeders zijn in de stad voor de ceremonie. Beide moeders richten zich op Sheldon, waardoor Leonard jaloers wordt. Ondertussen zijn Howard en Bernadette verhuisd naar het huis van mevrouw Wolowitz, waar Stuart nog steeds woont. |                                   |                 |                                                            |                   |  |
| 183 (8-24) | The Commitment Determination      | Mark Cendrowski | Chuck Lorre, Jim Reynolds en Maria Ferrari                 | 7 mei 2015        |  |
| Leonard en Penny gaan naar Las Vegas om te trouwen. Terwijl hij daarnaartoe rijdt, geeft Leonard toe dat hij twee jaar geleden dronken een andere vrouw kuste toen hij op de boot in de Noordzee was. Penny is boos maar lijkt hem te vergeven, omdat ze toen niet verloofd waren. Howard en Bernadette willen dat Stuart uit huis gaat. Raj is gechoqueerd door Emily's laatste morbide idee: seks hebben op een kerkhof. |                                   |                 |                                                            |                   |  |

## Seizoen 9 (2015-2016)
| Nr. | Titel                           | Regisseur       | Schrijver(s)                                         | Uitzenddatum      |  |
| --- | ------------------------------- | --------------- | ---------------------------------------------------- | ----------------- |  |
| 184 (9-01) | The Matrimonial Momentum        | Mark Cendrowski | Chuck Lorre & Jim Reynolds & Maria Ferrari           | 21 september 2015 |  |
| Leonard en Penny gaan trouwen in Las Vegas en streamen het voor thuis. Leonard schreef een ontroerende op kosmologie gebaseerde huwelijksgelofte, terwijl Penny zegt: "Je hebt een vriend in me". Sheldon, verward en gekwetst door Amy's besluiteloosheid over hun relatie, beledigt haar voordat al hun vrienden de bruiloft bij Howard en Bernadette's huis bekijken. Amy breekt openlijk met hem, waarop iedereen vertrekt, behalve Howard en Stuart, die het huwelijk daadwerkelijk tot het einde zien. |                                 |                 |                                                      |                   |  |
| 185 (9-02) | The Separation Oscillation      | Mark Cendrowski | Steven Molaro, Steve Holland & Tara Hernandez        | 28 september 2015 |  |
| Leonard ontmoet Mandy Chow om te praten in een poging om zijn huwelijk met Penny te repareren. Ondertussen neemt Sheldon een aflevering op van "Fun with Flags" over zijn breuk met Amy. En Bernadette voelt zich schuldig over het geheimhouden van Mandy Chow voor Penny. |                                 |                 |                                                      |                   |  |
| 186 (9-03) | The Bachelor Party Corrosion    | Mark Cendrowski | Dave Goetsch, Jim Reynolds & Jeremy Howe             | 5 oktober 2015    |  |
| De meisjes geven Penny een "mini-bachelorette" feestje. Penny belt haar vader omdat ze getrouwd is en Amy belt haar moeder omdat ze het uitgemaakt heeft met Sheldon. De jongens nemen Leonard mee naar Mexico voor een vrijgezellenweekend en kunnen hun band niet verwisselen als ze een lekke band krijgen. |                                 |                 |                                                      |                   |  |
| 187 (9-04) | The 2003 Approximation          | Mark Cendrowski | Chuck Lorre, Steve Holland & Eric Kaplan             | 12 oktober 2015   |  |
| Leonard en Penny vertellen Sheldon eindelijk dat ze zijn gaan samenwonen, waardoor Sheldon erg overstuur raakt. Hij wil terug naar de tijd toen hij nog geen emoties had in 2003, voordat hij Leonard, Penny en Amy ontmoette. Raj en Howard proberen een rock band op te richten nadat Stuart live muziek wil organiseren in zijn winkel. |                                 |                 |                                                      |                   |  |
| 188 (9-05) | The Perspiration Implementation | Mark Cendrowski | Chuck Lorre, Eric Kaplan & Maria Ferrari             | 19 oktober 2015   |  |
| De jongens besluiten actiever te worden, ze gaan schermen, Amy en Sheldon beginnen te overwegen met andere mensen uit te gaan. De meisjes helpen Stuart om meer vrouwelijke interesse in zijn winkel te krijgen. Amy wordt uitgevraagd door zowel Stuart als Kripke, maar ze wijst ze allebei af. |                                 |                 |                                                      |                   |  |
| 189 (9-06) | The Helium Insufficiency        | Mark Cendrowski | Steve Holland, Maria Ferrari & Anthony Del Broccolo  | 26 oktober 2015   |  |
| Sheldon en Leonard ontdekken dat enkele Zweedse wetenschappers proberen hun Superfluid Helium theorie te bewijzen. Ze moeten wat vloeibaar helium zien te krijgen via een van Howard's louche contacten om ze te overtreffen. De rest van de bende besluit dat het tijd is om een date voor Amy te regelen en om haar op te geven voor een datingapp, alleen komen ze erachter dat Amy al op date is geweest zonder hun hulp. |                                 |                 |                                                      |                   |  |
| 190 (9-07) | The Spock Resonance             | Nikki Lorre     | Chuck Lorre, Jim Reynolds & Tara Hernandez           | 5 november 2015   |  |
| Wil Wheaton heeft een interview met Sheldon voor een Star Trek documentaire. Sheldon laat zijn ring zien en vertelt dat hij Amy ten huwelijk wil vragen. Bernadette wil het huis renoveren. Samen met Howard hebben ze het eindelijk over het starten van een gezin. |                                 |                 |                                                      |                   |  |
| 191 (9-08) | The Mystery Date Observation    | Mark Cendrowski | Steven Molaro, Eric Kaplan & Jim Reynolds            | 12 november 2015  |  |
| Amy heeft een echte date met een Britse man genaamd David Gibs (gastrol van Stephen Merchant). Penny, Bernadette en Leonard bespieden ze. Sheldon vraagt hulp van Howard en Raj om hem een nieuwe vriendin te helpen vinden. Sheldon vraag hen omdat ze ook Amy voor hem gevonden hebben. |                                 |                 |                                                      |                   |  |
| 192 (9-09) | The Platonic Permutation        | Mark Cendrowski | Jim Reynolds, Jeremy Howe & Tara Hernandez           | 19 november 2015  |  |
| Het is Thanksgiving. Sheldon en Amy gaan naar het aquarium als vrienden. Howard, Bernadette, Raj en Emily helpen in een gaarkeuken. Als Howard aan het afwassen is, komt Elon Musk een krat met vuile afwas brengen. Leonard en Penny hebben hun eerste Thanksgiving als een getrouwd stel. |                                 |                 |                                                      |                   |  |
| 193 (9-10) | The Earworm Reverberation       | Mark Cendrowski | Eric Kaplan, Jim Reynolds & Saladin Patterson        | 10 december 2015  |  |
| Sheldon heeft een melodie in zijn hoofd, die er niet uit gaat. Zodra hij doorheeft dat het lied gaat over Amy en hemzelf, gaat hij snel naar haar appartement. Ze komen weer bij elkaar en geven elkaar een gepassioneerde zoen. Dit doen ze terwijl ze staan voor Amy's date David Gibs (gastrol van Stephen Merchant). Ondertussen vinden Howard en Raj een fan van hun band Footprints on the moon. |                                 |                 |                                                      |                   |  |
| 194 (9-11) | The Opening Night Excitation    | Mark Cendrowski | Steven Molaro, Eric Kaplan & Tara Hernandez          | 17 december 2015  |  |
| Sheldon krijgt advies van de overleden Professor Proton en blijft toch thuis voor Amy's verjaardag. Hierdoor mist hij de première van de nieuwe Star Wars film. Sheldon en Amy hebben voor het eerst seks. De anderen gaan helemaal los bij de première van de Star Wars film. |                                 |                 |                                                      |                   |  |
| 195 (9-12) | The Sales Call Sublimation      | Mark Cendrowski | Steve Holland, Jim Reynolds & Saladin K. Patterson   | 7 januari 2016    |  |
| Leonard bezoekt een psychiater, zodat Penny een verkoop bezoek kan brengen aan de psychiater in kwestie. Ze leren een aantal zaken over hun relatie. Stuart verhuist uit het huis van de familie Wolowitz. Sheldon werkt samen met Raj op zoek naar planeten buiten ons zonnestelsel. |                                 |                 |                                                      |                   |  |
| 196 (9-13) | The Empathy Optimization        | Mark Cendrowski | Chuck Lorre, Eric Kaplan & Dave Geotsch              | 14 januari 2016   |  |
| Sheldon is ziek en de groep besluit om naar Vegas te gaan voor een "Sheldon-vrij weekend". Sheldon leert het belang van emphatie en sorry zeggen. |                                 |                 |                                                      |                   |  |
| 197 (9-14) | The Meemaw Materialization      | Mark Cendrowski | Chuck Lorre, Jim Reynolds & Maria Ferrari            | 4 februari 2016   |  |
| De oma van Sheldon, Meemaw, komt naar Pasadena en ontmoet Amy. Meemaw is het niet eens met de manier waarop Amy het uit heeft gemaakt met Shelon. Raj ontmoet een vrouw, Claire in de comic book store. Hij raakt hierdoor in de war over zijn relatie met Emily. |                                 |                 |                                                      |                   |  |
| 198 (9-15) | The Valentino Submergence       | Mark Cendrowski | Steve Molaro, Jim Reynolds & Tara Hernandez          | 11 februari 2016  |  |
| Sheldon en Amy maken een Valentijnsaflevering van "Fun with Flags". Leonard en Penny worstelen met het feit dat ze ouder worden. Howard en Bernadette vinden tot hun verrassing een konijn in hun hottub. Bernadette vertelt aan het konijn dat ze zwanger is. Raj heeft nog geen keuze gemaakt tussen Claire en Emily. |                                 |                 |                                                      |                   |  |
| 199 (9-16) | The Positive Negative Reaction  | Mark Cendrowski | Eric Kaplan, Jim Reynolds & Saladin Patterson        | 18 februari 2016  |  |
| Bernadette vertelt aan Howard dat ze zwanger is. Hoewel Howard erg blij is, krijgt hij ook paniek over het feit dat er een baby aan komt. Bernadette vertelt het nieuws aan de meiden, Howard aan de jongens. Daarna komen ze allemaal samen in de karaoke-bar. |                                 |                 |                                                      |                   |  |
| 200 (9-17) | The Celebration Experimentation | Mark Cendrowski | Chuck Lorre, Eric Kaplan & Jeremy Howe               | 25 februari 2016  |  |
| Amy wil een feestje geven voor de 36e verjaardag van Sheldon. In eerste instantie wil Sheldon dit niet, omdat hij uit het verleden negatieve ervaringen heeft met feestjes. Uiteindelijk verandert hij van gedachten omdat al zijn vrienden komen met goede ideeen, waaronder het uitnodigingen van Adam West die Batman speelt op tv. Ook Stephen Hawking wenst Shaldon een fijne verjaardag. |                                 |                 |                                                      |                   |  |
| 201 (9-18) | The Application Deterioration   | Mark Cendrowski | Steven Molaro, Eric Kaplan & Adam Faberman           | 10 maart 2016     |  |
| De jongens willen het idee van de gyroscoop patenteren. Sheldon begint met het opstellen van een contract. Ze komen erachter dat de universiteit 75% van de royalty's ontvangt. Ook zou Howard niets ontvangen, omdat hij in dienst was van NASA. Raj hoort van Emily en Claire dat hij een keuze moet maken tussen hun. Hij vraagt raad aan de meiden. Ze bekijken het contract nog goed en Sheldon vertelt dat hijvan het geld een scholarship wil starten voor de baby van Howard en Bernadette. |                                 |                 |                                                      |                   |  |
| 202 (9-19) | The Solder Excursion Diversion  | Mark Cendrowski | Bill Prady, Eric Kaplan & Maria Ferrari              | 31 maart 2016     |  |
| Leonard en Howard zijn begonnen met het ontwikkelen van een prototype. Penny en Bernadette gaan helpen. Als de jongens materialen gaan komen, lopen ze langs een gratis preview voor een film. Ze liegen tegen Penny en Bernadette waarom ze te laat zijn. Ondertussen probeert Amy Sheldon te overtuigen om een nieuwe laptop te kopen. Hij wil alleen een nieuw kopen als de huidige echt kapot is. Zelfs als de laptop echt kapot gaat, wil hij zelfs geen nieuwe kopen. Amy komt erachter dat Sheldon alles wat hij ooit had bewaard heeft. Hij huurt hiervoor een opslag die vol staat met video-banden, t-shirts, electronica. |                                 |                 |                                                      |                   |  |
| 203 (9-20) | The Big Bear Precipitation      | Mark Cendrowski | Chuck Lorre, Dave Goetsch & Tara Hernandez           | 7 april 2016      |  |
| Sheldon, Amy, Leonard en Penny gaan naar een huisje in het bos. Hier leren ze elkaar beter kennen. Raj is meer betrokken bij de zwangerschap dan Howard. |                                 |                 |                                                      |                   |  |
| 204 (9-21) | The Viewing Party Combustion    | Mark Cendrowski | Eric Kaplan, Maria Ferrari & Jeremy Howe             | 21 april 2016     |  |
| De groep komt samen om de laatste episode van Game of Thrones te kijken. Er zijn spanningen onderling. Hierdoor verspreidt de groep zich over de appartementen 4A en 4B. |                                 |                 |                                                      |                   |  |
| 205 (9-22) | The Fermentation Bifurcation    | Mark Cendrowski | Steven Molaro, Jim Reynolds & Anthony Del Broccolo   | 28 april 2016     |  |
| De groep gaat naar een wijnproeverij en zien daar Penny's ex Zack. Bernadette mag niet drinken en eindigt daardoor met Sheldon. Emily, de vriendin van Raj, ontmoet zijn vrienden voor het eerst. |                                 |                 |                                                      |                   |  |
| 206 (9-23) | The Line Substitution Solution  | Mark Cendrowski | Steve Holland, Saladin K. Patterson & Tara Hernandez | 5 mei 2016        |  |
| Sheldon huurt Stewart in om een dag met Amy door te brengen. Hij wil liever naar een movie screening. Leonards moeder Beverly komt langs en Penny probeert contact met haar te krijgen. Dit eindigt in een plan om het huwelijk nogmaals te doen. |                                 |                 |                                                      |                   |  |
| 207 (9-24) | Convergence Convergence         | Mark Cendrowski | Steven Molaro, Tara Hernandez & Adam Faberman        | 12 mei 2016       |  |
| Penny en Leonard gaan hertrouwen voor hun vrienden en familie. Sheldons moeder en Leonards vader hebben iets gemeenschappelijk: wederzijdse minachting voor Leonards moeder. |                                 |                 |                                                      |                   |  |

## Seizoen 10 (2016-2017)
| Nr. | Titel                            | Regisseur       | Schrijver(s)                                         | Uitzenddatum      |  |
| --- | -------------------------------- | --------------- | ---------------------------------------------------- | ----------------- |  |
| 208 (10-01) | The Conjugal Conjecture          | Mark Cendrowski | Chuck Lorre, Steve Holland & Tara Hernandez          | 19 september 2016 |  |
| Het is de dag van de huwelijksceremonie van Penny en Leonard, maar de beide families hebben ruzie met elkaar. Ondertussen zijn Howard en Raj paranoïde omdat ze denken dat het leger achter hen aanzit.                                                                    |                                  |                 |                                                      |                   |  |
| 209 (10-02) | The Military Miniaturization     | Mark Cendrowski | Chuck Lorre, Eric Kaplan & Jim Reynolds              | 27 september 2016 |  |
| Howard krijgt onverwacht bezoek van een Air Force kolonel Williams. Hij wil het hebben over het geleidingssysteem. Penny verklapt per ongeluk dat Bernadette zwanger is op hun werk.                                                                                       |                                  |                 |                                                      |                   |  |
| 210 (10-03) | The Dependence Transcendence     | Mark Cendrowski | Steven Molaro, Saladin K. Patterson & Tara Hernandez | 3 oktober 2016    |  |
| Sheldon, Leonard en Howard werken hard om de opdracht voor het leger af te maken. Bernadette biecht op aan Raj dat ze er nog niet klaar voor is om moeder te zijn. |                                  |                 |                                                      |                   |  |
| 211 (10-04) | The Cohabitation Experimentation | Mark Cendrowski | Chuck Lorre, Dave Goetsch & Maria Ferrari            | 10 oktober 2016   |  |
| Amy moet tijdelijk uit haar appartement omdat het verbouwd wordt. Ze maakt afspraken met Leonard, Sheldon en Penny over het wonen in hun appartement. |                                  |                 |                                                      |                   |  |
| 212 (10-05) | The Hot Tub Contamination        | Mark Cendrowski | Chuck Lorre, Maria Ferrari & Tara Hernandez          | 17 oktober 2016   |  |
| Sheldon en Amy moeten erg wennen aan het samenwonen. Howard en Bernadette moeten de vakantie thuis vieren omdat Bernadette ziek wordt. Ze besluiten het geheim te houden. Ze weten niet dat Raj en Stuart plannen hebben om hun hot-tub te gebruiken.                      |                                  |                 |                                                      |                   |  |
| 213 (10-06) | The Fetal Kick Catalyst          | Mark Cendrowski | Steve Holland, Tara Hernandez & Jeremy Howe          | 27 oktober 2016   |  |
| Sheldon en Amy geven een brunch. Penny is verrast dat ze zo populair is dat haar film "Serial Ape-ist" wordt getoond bij een comic book convention. Howard raakt in paniek over het vaderschap, nadat hij de baby voor de eerste keer heeft voelen schoppen.               |                                  |                 |                                                      |                   |  |
| 214 (10-07) | The Veracity Elasticity          | Mark Cendrowski | Steven Molaro, Eric Kaplan & Maria Ferrari           | 3 november 2016   |  |
| Amy vertelt niet aan Sheldon dat haar appartement alweer klaar is. Leonard komt erachter dat Penny langzaam al zijn verzamelde speelgoed naar een opslag verplaatst. |                                  |                 |                                                      |                   |  |
| 215 (10-08) | The Brain Bowl Incubation        | Mark Cendrowski | Chuck Lorre, Steve Holland & Saladin K. Patterson    | 10 november 2016  |  |
| Na een succesvol gentexperiment is Sheldon enthousiast om zich voort te planten met Amy en hij haalt alles uit de kast om haar mee te krijgen. Ondertussen heeft Raj interesse in de schoonmaakster op de universiteit.                                                    |                                  |                 |                                                      |                   |  |
| 216 (10-09) | The Geology Elevation            | Mark Cendrowski | Chuck Lorre, Erik Kaplan & Maria Ferrari             | 17 november 2016  |  |
| Sheldon is erg jaloers als Bert een beurs wint voor zijn onderzoek in geologie. Howard bouwt een miniatuurversie van Stephen Hawking. Howard vindt dit erg grappig, maar de anderen vinden het slechte smaak. Ze besluiten om het aan Stephen Hawking zelf voor te leggen. |                                  |                 |                                                      |                   |  |
| 217 (10-10) | The Property Division Collision  | Mark Cendrowski | Steve Holland, Bill Prady & Steve Goetsch            | 1 december 2016   |  |
| Sheldon en Leonard moeten hun gezamenlijke spullen verdelen, dit resulteert in een totale oorlog. Stuart vraagt of hij bij Howard en Bernadette mag wonen en probeert Raj te overtreffen in zijn inzet naar de baby.                                                       |                                  |                 |                                                      |                   |  |
| 218 (10-11) | The Birthday Synchronicity       | Nikki Lorre     | Chuck Lorre, Steve Holland & Maria Ferrari           | 15 december 2016  |  |
| Amy wil graag een intieme nacht met Sheldon op jaar verjaardag. Dit wordt echter verstoord doordat Bernadette gaat bevallen. |                                  |                 |                                                      |                   |  |
| 219 (10-12) | The Holiday Summation            | Mark Cendrowski | Steven Molaro, Eric Kaplan & Tara Hernandez          | 5 januari 2017    |  |
| De groep komt na de vakantie weer samen en horen over de reis van Sheldon en Amy naar Texas, het kerstboomavontuur van Penny en Leonard en de eerste dagen als ouders van Howard en Bernadette.                                                                            |                                  |                 |                                                      |                   |  |
| 220 (10-13) | The Romance Recalibration        | Mark Cendrowski | Chuck Lorre, Dave Goetsch & Anthony Del Broccolo     | 19 januari 2017   |  |
| Leonard en Penny vragen hulp aan Sheldon en Amy om de romantiek weer terug te brengen in hun relatie. Howard en Raj gaan erg ver om het geluid van de vloer in de kamer van Halley te verminderen.                                                                         |                                  |                 |                                                      |                   |  |
| 221 (10-14) | The Emotion Detection Automation | Mark Cendrowski | Chuck Lorre, Steven Molaro & Eric Kaplan             | 2 februari 2017   |  |
| Op MIT wordt een machine ontwikkeld die helpt om menselijke emoties te herkennen. Sheldon wil deze graag gebruiken. Raj brengt een aantal van zijn ex-vriendinnen samen om erachter te komen waarom hij nog steeds single is.                                              |                                  |                 |                                                      |                   |  |
| 222 (10-15) | The Locomotion Reverberation     | Mark Cendrowski | Chuck Lorre, Steve Holland & Jim Reynolds            | 9 februari 2017   |  |
| Leonard en Howard willen niet dat Sheldon zich bemoeit met het Air Force project en geven hem een trein project. Penny en Amy hebben met Bernadette een avondje uit, de eerste sinds Bernadette moeder is geworden.                                                        |                                  |                 |                                                      |                   |  |
| 223 (10-16) | The Allowance Evaporation        | Mark Cendrowski | Eric Kaplan, Maria Ferrari & Jeremy Howe             | 16 februari 2017  |  |
| Sheldon en Amy hebben hun eerste ruzie sinds ze samenwonen. Ondertussen komt Raj achter de harde realiteit van financiële onafhankelijkheid, omdat zijn vader hem niet meer ondersteunt.                                                                                   |                                  |                 |                                                      |                   |  |
| 224 (10-17) | The Comic-Con Conundrum          | Mark Cendrowski | Eric Kaplan, Saladin K. Patterson & Tara Hernandez   | 23 februari 2017  |  |
| Het jaarlijkse uitje naar Comic Con komt onder druk te staan als Raj het zich niet kan veroorloven om te gaan. |                                  |                 |                                                      |                   |  |
| 225 (10-18) | The Escape Hatch Identification  | Mark Cendrowski | Steven Molaro, Eric Kaplan & Anthony Del Broccolo    | 9 maart 2017      |  |
| Raj zet op sociale media dat hij het niet meer kan betalen om in zijn huidige appartement te blijven wonen. Zowel Leonard en Penny als Bernadette en Howard willen wel helpen. Uiteindelijk verhuist Raj naar de oude kamer van Sheldon.                                   |                                  |                 |                                                      |                   |  |
| 226 (10-19) | The Collaboration Fluctuation    | Mark Cendrowski | Chuck Lorre, Tara Hernandez & Giuseppe Graziano      | 30 maart 2017     |  |
| Leonard, Penny en Raj moeten wennen aan hun nieuwe woonsituatie. Sheldon toont belangstelling in Amy's werk. |                                  |                 |                                                      |                   |  |
| 227 (10-20) | The Recollection Dissipation     | Mark Cendrowski | Eric Kaplan, Tara Hernandez & Jeremy Howe            | 6 april 2017      |  |
| Sheldon bereikt zijn grens wanneer hij op één dag aan projecten werkt met Leonard, Howard en Amy. Bernadette kan Halley niet goed achter laten als ze weer aan het werk gaat.                                                                                              |                                  |                 |                                                      |                   |  |
| 228 (10-21) | The Separation Agitation         | Mark Cendrowski | Steven Molaro, Jim Reynolds & Maria Ferrari          | 13 april 2017     |  |
| Howard en Bernadette vinden het moeilijk om Halley achter te laten bij de opvang. Bert neemt zijn nieuwe vriendin mee naar de groep. |                                  |                 |                                                      |                   |  |
| 229 (10-22) | The Cognition Regeneration       | Mark Cendrowski | Steve Holland, Tara Hernandez & Jeremy Howe          | 27 april 2017     |  |
| Leonard is gefrustreerd, omdat Penny overweegt een baan aan te nemen van haar ex-vriend Zac. Sheldon maakt zich zorgen dat hij niet snel genoeg zijn volledige potentieel heeft bereikt.                                                                                   |                                  |                 |                                                      |                   |  |
| 230 (10-23) | The Gyroscopic Collapse          | Anthony Rich    | Chuck Lorre, Steve Holland & Alex Ayers              | 4 mei 2017        |  |
| Nadat ze vieren dat het geheime Air Force project afgerond is, worden Sheldon, Leonard en Howard onaangenaam verrast; Amy krijgt een aanbod voor een zomerbaan bij Princeton als gastonderzoeker.                                                                          |                                  |                 |                                                      |                   |  |
| 231 (10-24) | The Long Distance Dissonance     | Mark Cendrowski | Steven Molaro, Eric Kaplan & Jim Reynolds            | 11 mei 2017       |  |
| De groep is bezorgd als Sheldons vroeger aanbidster, Ramona Nowitzki (gastrol van Riki Lindhome, terugkomt terwijl Amy naar Princeton is gegaan. |                                  |                 |                                                      |                   |  |

## Seizoen 11 (2017-2018)
| Nr. | Titel                           | Regisseur       | Schrijver(s)                                         | Uitzenddatum      |  |
| --- | ------------------------------- | --------------- | ---------------------------------------------------- | ----------------- |  |
| 232 (11-01) | The Proposal Proposal           | Mark Cendrowski | Chuck Lorre, Eric Kaplan & Jeremy Howe               | 25 september 2017 |  |
| Amy kan niet goed kiezen of ze wel of niet met Sheldon moet gaan trouwen. |                                 |                 |                                                      |                   |  |
| 233 (11-02) | The Retraction Reaction         | Mark Cendrowski | Steven Molaro, Steve Holland & Maria Ferrari         | 2 oktober 2017    |  |
| Leonard maakt de universiteit en de natuurkundige gemeenschap boos als hij een radio-interview geeft. Hij beweert dat natuurkunde geen toekomst heeft. Bernadette en Amy vergelijken hun successen op het werk.                              |                                 |                 |                                                      |                   |  |
| 234 (11-03) | The Relaxation Integration      | Mark Cendrowski | Chuck Lorre, Steve Holland & Adam Faberman           | 9 oktober 2017    |  |
| Sheldon en Amy vinden het moeilijk om een trouwdatum te kiezen. Ondertussen maken Stuart en Rai ruzie wie er mag uitgaan met Ruchi, een collega van Bernadette.                                                                              |                                 |                 |                                                      |                   |  |
| 235 (11-04) | The Explosion Implosion         | Mark Cendrowski | Bill Prady, Maria Ferrari & Tara Hernandez           | 16 oktober 2017   |  |
| Howard en Bernadette zijn teleurgesteld als ze achter het geslacht van de baby komen. Leonard is geïrriteerd als zijn moeder bevriend raakt met Penny.                                                                                       |                                 |                 |                                                      |                   |  |
| 236 (11-05) | The Collaboration Contamination | Mark Cendrowski | Steven Molaro, Steve Holland & Eric Kaplan           | 23 oktober 2017   |  |
| Wanneer Amy en Howard samen in het lab werken, worden Sheldon, Bernadette en Raj jaloers. Penny gebruikt een opvoedboek om Sheldons gedrag te beïnvloeden.                                                                                   |                                 |                 |                                                      |                   |  |
| 237 (11-06) | The Proton Regeneration         | Mark Cendrowski | Steven Molaro, Dave Goetsch & Alex Yonks             | 2 november 2017   |  |
| Sheldon en Wil Wheaton gaan de strijd met elkaar aan voor de rol van de nieuwe professor Proton. Ondertussen zorgt Penny voor Halley wanneer Bernadette en Howard bedrust moeten houden.                                                     |                                 |                 |                                                      |                   |  |
| 238 (11-07) | The Geology Methodology         | Mark Cendrowski | Steve Holland, Anthony Del Broccolo & Adam Faberman  | 9 november 2017   |  |
| Bert vraagt aan Sheldon om samen te werken aan een geologie-project. Sheldon is bang dat de anderen erachter komen, omdat hij altijd zegt dat geologie geen echte wetenschap is. Raj vraagt om advies nadat hij Ruchi weer heeft ontmoet.    |                                 |                 |                                                      |                   |  |
| 239 (11-08) | The Tesla Recoil                | Mark Cendrowski | Chuck Lorre, Eric Kaplan & Tara Hernandez            | 16 november 2017  |  |
| Howard en Leonard worden boos nadat ze ontdekken dat Sheldon met het leger heeft samengewerkt zonder het hen te vertellen. Bernadette vraagt Raj uit te zoeken of Ruchi probeert haar baan af te pakken.                                     |                                 |                 |                                                      |                   |  |
| 240 (11-09) | The Bitcoin Entanglement        | Mark Cendrowski | Steve Holland, Andy Gordon & Jeremy Howe             | 30 november 2017  |  |
| Sheldon probeert de anderen een lesje te leren nadat ze hem zeven jaar geleden uit een potentieel waardevolle Bitcoin-investering hebben gehouden.                                                                                           |                                 |                 |                                                      |                   |  |
| 241 (11-10) | The Confidence Erosion          | Mark Cendrowski | Bill Prady, Maria Ferrari & Adam Faberman            | 7 december 2017   |  |
| Amy en Sheldon proberen om de trouwvoorbereiding zo ontspannen mogelijk te houden door wiskunde toe te passen. Raj en Howard krijgen ruzie als Raj het gevoel krijgt dat Howard zijn zelfvertrouwen aantast.                                 |                                 |                 |                                                      |                   |  |
| 242 (11-11) | The Celebration Reverberation   | Mark Cendrowski | Steve Holland, Eric Kaplan & Alex Ayers              | 14 december 2017  |  |
| De ruzie tussen Raj en Howard gaat door, terwijl de groep het eerste verjaardagsfeestje van Halley plant. Sheldons verrassing voor Amy's verjaardag loopt mis als ze voedselvergiftiging krijgen.                                            |                                 |                 |                                                      |                   |  |
| 243 (11-12) | The Matrimonial Metric          | Mark Cendrowski | Maria Ferrari, Tara Hernandez & Jeremy Howe          | 4 januari 2018    |  |
| Sheldon en Amy kiezen hun getuige en bruidsmeisje door op de groep te experimenteren. Leonards zelfvertrouwen is nog steeds weg nadat hij een Kerstbrief van zijn broer heeft gekregen.                                                      |                                 |                 |                                                      |                   |  |
| 244 (11-13) | The Solo Oscillation            | Mark Cendrowski | Chuck Lorre, Steve Holland & Anthony Del Broccolo    | 11 januari 2018   |  |
| Sheldon schopt Amy uit het appartement om alleen te werken. Amy en Leonard krijgen uiteindelijk een band tijdens een reeks wetenschappelijke experimenten. Howard wordt vervangen door Bert in hun band Footprints on the Moon.              |                                 |                 |                                                      |                   |  |
| 245 (11-14) | The Separation Triangulation    | Mark Cendrowski | Chuck Lorre, Eric Kaplan & Maria Ferrari             | 18 januari 2018   |  |
| Raj ontmoet een meisje in het planetarium, maar komt er al snel achter dat ze getrouwd is. Sheldon verhuurt zijn oude kamer om te gebruiken voor zijn werk.                                                                                  |                                 |                 |                                                      |                   |  |
| 246 (11-15) | The Novelization Correlation    | Mark Cendrowski | Steve Holland, Andy Gordon & Adam Faberman           | 1 februari 2018   |  |
| Leonard schrijft een boek dat hij baseert op zijn eigen leven waarin een wetenschapper misdaden oplost door middel van wetenschap. De show van Professor Proton krijgt een reboot met Wil Wheaton als professor. Amy is een gast in de show. |                                 |                 |                                                      |                   |  |
| 247 (11-16) | The Neonatal Nomenclature       | Mark Cendrowski | Eric Kaplan, Maria Ferrari & Anthony Del Broccolo    | 1 maart 2018      |  |
| Als Bernadette maar niet gaat bevallen, probeert de groep verschillende dingen uit om de bevalling op gang te brengen. Howard vraagt aan Bernadette waarom ze alvast een naam voor een zoon heeft gekozen.                                   |                                 |                 |                                                      |                   |  |
| 248 (11-17) | The Athenaeum Allocation        | Mark Cendrowski | Steve Holland, Steven Molaro & Tara Hernandez        | 8 maart 2018      |  |
| Leonard probeert uit alle macht om een goede trouw locatie voor Amy en Sheldon te vinden. Bernadette en Howard vinden het lastig om te beslissen wie er thuis blijft bij de kinderen en wie er weer aan het werk gaat.                       |                                 |                 |                                                      |                   |  |
| 249 (11-18) | The Gates Excitation            | Mark Cendrowski | Eric Kaplan, Maria Ferrari & Andy Gordon             | 29 maart 2018     |  |
| Leonard, Howard en Raj willen Bill Gates graag ontmoeten. Bill Gates heeft een ontmoeting met Penny omdat de bedrijven samen gaan voegen. Sheldon denkt dat hij slachtoffer is van een 1-aprilgrap.                                          |                                 |                 |                                                      |                   |  |
| 250 (11-19) | The Tenant Disassociation       | Mark Cendrowski | Steve Holland, Jeremy Howe & Trevor Alper            | 5 april 2018      |  |
| Leonard neemt het op tegen Sheldon om voorzitter van de huurdersvereniging te worden. Howard en Raj vinden een drone in de achtertuin. |                                 |                 |                                                      |                   |  |
| 251 (11-20) | The Reclusive Potential         | Mark Cendrowski | Maria Ferrari, Anthony Del Broccolo & Tara Hernandez | 12 april 2018     |  |
| Sheldon neemt de jongens mee naar een afgelegen hut om een teruggetrokken wetenschapper te ontmoeten. Penny en Bernadette improviseren Amy's vrijgezellenfeest.                                                                              |                                 |                 |                                                      |                   |  |
| 252 (11-21) | The Comet Polarization          | Mark Cendrowski | Steve Holland, Bill Prady & Eric Kaplan              | 19 april 2018     |  |
| Sheldons stripwinkelervaring verandert wanneer schrijver Neil Gaiman Stuarts winkel op de kaart zet. De vriendschappen worden bedreigd wanneer Raj de eer opstrijkt voor Penny's astronomische ontdekking.                                   |                                 |                 |                                                      |                   |  |
| 253 (11-22) | The Monetary Insufficiency      | Mark Cendrowski | Dave Goetsch, Maria Ferrari & Tara Hernandez         | 26 april 2018     |  |
| Sheldon gaat naar Vegas om geld te winnen voor de wetenschap. Penny en Bernadette gaan met Amy trouwjurken kopen, maar haar verschrikkelijke smaak verstrikt hen in een web van leugens.                                                     |                                 |                 |                                                      |                   |  |
| 254 (11-23) | The Sibling Realignment         | Anthony Rich    | Steve Holland, Eric Kaplan & Anthony Del Broccolo    | 3 mei 2018        |  |
| Sheldon komt erachter dat zijn moeder niet naar de bruiloft komt behalve als hij zijn broer George uitnodigd (gastrol van Jerry O'Connell. Sheldon en Leonard maken een roadtrip om een onwillige bruiloftsgast te strikken.                 |                                 |                 |                                                      |                   |  |
| 255 (11-24) | The Bow Tie Asymmetry           | Mark Cendrowski | Chuck Lorre, Steven Molaro & Maria Ferrari           | 10 mei 2018       |  |
| Wanneer Amy's ouders en Sheldon's familie arriveren, is iedereen gefocust om ervoor te zorgen dat alle huwelijksarrangementen volgens plan verlopen - iedereen behalve de bruid en bruidegom.                                                |                                 |                 |                                                      |                   |  |

## Seizoen 12 (2018-2019)
| Nr. | Titel                                        | Regisseur       | Schrijver(s) | Uitzenddatum     |  |
| --- | -------------------------------------------- | --------------- | --- | ---------------- |  |
| 256 (12-01) | The Conjugal Configuration                   | Mark Cendrowski | Chuck Lorre, Bill Prady en Steve Holland | 6 oktober 2018   |  |
| Na de bruiloft gaan Amy en Sheldon op huwelijksreis. Ondertussen komen Leonard en Penny erachter dat de vader van Amy zich schuilhoudt in het appartement van Amy en Sheldon. |                                              |                 | |                  |  |
| 257 (12-02) | The Wedding Gift Wormhole                    | Mark Cendrowski | Chuck Lorre, Bill Prady en David Goetsch | 13 oktober 2018  |  |
| Leonard en Penny geven Sheldon en Amy een verbijsterend huwelijkscadeau. |                                              |                 | |                  |  |
| 258 (12-03) | The Procreation Calculation                  | Mark Cendrowski | Chuck Lorre, Bill Prady en Steve Holland | 20 oktober 2018  |  |
| Het leven van de familie Wolowitz wordt moeilijk als Stuart zijn nieuwe vriendin mee naar huis neemt. Penny en Leonard praten over het krijgen van kinderen, Raj verdiept zich in een gearrangeerd huwelijk.                                                                                    |                                              |                 | |                  |  |
| 259 (12-04) | The Tam Turbulence                           | Mark Cendrowski | Chuck Lorre, Bill Prady en David Goetsch | 27 oktober 2018  |  |
| Sheldon vertelt aan niemand waarom hij het nog nooit over Tam heeft, zijn vriend uit zijn jeugd. Leonard neemt het heft in eigen handen. Bernadette en Penny nemen de verloofde van Raj, Anu, mee uit eten om haar te leren kennen.                                                             |                                              |                 | |                  |  |
| 260 (12-05) | The Planetarium Collision                    | Mark Cendrowski | Chuck Lorre, Bill Prady en Steve Holland | 3 november 2018  |  |
| Amy heeft geen tijd om met Sheldon aan superasymmetrie te werken, dus hij doet veel moeite om ervoor te zorgen dat ze beschikbaar is. Raj wil niet dat Howard samen met hem een show geeft in het planetarium.                                                                                  |                                              |                 | |                  |  |
| 261 (12-06) | The Imitation Perturbation                   | Mark Cendrowski | Chuck Lorre, Bill Prady en Eric Kaplan | 10 november 2018 |  |
| Howard verkleedt zich als Sheldon voor Halloween en daarom wil Sheldon wraak nemen op het Halloweenfeest van Leonard en Penny. Leonard vindt het raar dat Penny zich hun eerste zoen niet kan herinneren.                                                                                       |                                              |                 | |                  |  |
| 262 (12-07) | The Grant Allocation Derivation              | Mark Cendrowski | Chuck Lorre, Bill Prady en Steve Holland | 17 november 2018 |  |
| Leonard zit tussen twee vuren wanneer hij verantwoordelijk is voor het verdelen van extra subsidiegeld. Bernadette verandert het speelhuisje in de achtertuin in een schuilplaats voor haar man en kinderen.                                                                                    |                                              |                 | |                  |  |
| 263 (12-08) | The Consummation Deviation                   | Mark Cendrowski | Chuck Lorre, Bill Prady en Eric Kaplan | 24 november 2018 |  |
| Sheldon probeert een band te krijgen met de vader van Amy, maar hij heeft alleen aandacht voor de magische trucs van Howard. Sheldon moet dus wel omgaan met de moeder van Amy. Raj en Anu proberen voor het eerst lichamelijk met elkaar te om te gaan.                                        |                                              |                 | |                  |  |
| 264 (12-09) | The Citation Negation                        | Kristy Cecil    | Chuck Lorre, Bill Prady en Steve Holland | 1 december 2018  |  |
| Sheldon en Amy zijn van slag als ze erachter komen dat een Russisch paper superasymmetrie al heeft beschreven en heeft weerlegt. Bernadette wil winnen van Howard in een videospel. |                                              |                 | |                  |  |
| 265 (12-10) | The VCR Illumination                         | Mark Cendrowski | Chuck Lorre, Bill Prady en Maria Ferrari | 16 februari 2019 |  |
| Een videoband uit het verleden van Sheldon overtuigt Amy om in hem te blijven geloven. Bernadette helpt Howard met zijn auditie voor het Magic Castle. |                                              |                 | |                  |  |
| 266 (12-11) | The Paintball Scattering                     | Mark Cendrowski | Chuck Lorre, Bill Prady en Steve Holland | 3 januari 2019   |  |
| Penny en Leonard organiseren een paintball wedstrijd. |                                              |                 | |                  |  |
| 267 (12-12) | The Propagation Proposition                  | Mark Cendrowski | Chuck Lorre, Bill Prady en Maria Ferrari | 2 maart 2019     |  |
| De ex-vriend van Penny, Zac, komt erachter dat hij onvruchtbaar is. Hij vraagt Leonard voor hulp. Raj wil het goedmaken met zijn ex Anu. |                                              |                 | |                  |  |
| 268 (12-13) | The Confirmation Polarization                | Mark Cendrowski | Chuck Lorre, Bill Prady en Steve Holland | 9 mei 2019       |  |
| Sheldon en Amy zijn erg blij om te horen dat hun super assymmetrie theorie is bewezen door twee wetenschappers, totdat ze proberen om Amy uit de nominatie voor de nobelprijs te halen. |                                              |                 | |                  |  |
| 269 (12-14) | The Meteorite Manifestation                  | Mark Cendrowski | Chuck Lorre, Bill Prady en Eric Kaplan | 16 maart 2019    |  |
| Sheldon wil graag Bernadette en Howard helpen met de bureaucratie rond het balkon van een buurman. De buurman zou het balkon niet volgens de regels hebben gebouwd. Hij is geleurgesteld als hij erachter komt dat zij ook de regels niet hebben gevolgd.                                       |                                              |                 | |                  |  |
| 270 (12-15) | The Donation Oscillation                     | Mark Cendrowski | Chuck Lorre, Bill Prady en Steve Holland | 23 maart 2019    |  |
| Penny probeert tegen te houden dat Leonard spermadonor wordt voor haar ex-vriend. Howard, Bernadette, Raj en Anu maken een uitstapje voor koppels. |                                              |                 | |                  |  |
| 271 (12-16) | The D & D Vortex                             | Mark Cendrowski | Chuck Lorre, Bill Prady en Eric Kaplan | 30 maart 2019    |  |
| De groep ontdekt dat Wil Wheaton gastheer is van een Dungeons and Dragons-spel met William Shatner, Joe Manganiello, Kareem Abdul-Jabbar en Kevin Smith. |                                              |                 | |                  |  |
| 272 (12-17) | The Conference Valuation                     | Mark Cendrowski | Chuck Lorre, Bill Prady en Steve Holland | 6 april 2019     |  |
| Bernadette en Penny reizen naar San Diego voor een conferentie voor hun werk. Ondertussen experimenteren Amy en de jongens op de kinderen van Howard en Bernadette. |                                              |                 | |                  |  |
| 273 (12-18) | The Laureate Accumulation                    | Mark Cendrowski | Chuck Lorre, Bill Prady en David Goetsch | 13 april 2019    |  |
| De rivalen van Amy en Sheldon gaan op tournee door Amerika voor hun nobelprijsnomitatie, dus Sheldon en Amy proberen Nobelprijswinnaars Kip Thorne, George Smoot en Frances Arnold voor zich te winnen.                                                                                         |                                              |                 | |                  |  |
| 274 (12-19) | The Inspiration Deprivation                  | Mark Cendrowski | Eric Kaplan & Maria Ferrari & Andy Gordon | 18 april 2019    |  |
| Amy krijgt een zenuwinzinking wanneer ze bedenkt welk effect haar mogelijke winst van de Nobelprijs voor vrouwen over de hele wereld kan betekenen. |                                              |                 | |                  |  |
| 275 (12-20) | The Decision Reverberation                   | Mark Cendrowski | Steven Molaro & Steve Holland & Tara Hernandez | 25 april 2019    |  |
| Koothrappali is bang dat hij niet serieus wordt genomen nadat hij in een artikel suggereert buitenaards leven te hebben ontdekt. Leonard wil de hoofdonderzoeker zijn bij een plasmafysica onderzoek.                                                                                           |                                              |                 | |                  |  |
| 276 (12-21) | The Plagiarism Schism                        | Nikki Lorre     | Eric Kaplan & Maria Ferrari & Adam Faberman | 2 mei 2019       |  |
| Kripke heeft het bewijs dat Dr. Pemberton plagiaat heeft gepleegd op de universiteit en Sheldon en Amy twijfelen om hem aan te geven bij de politie. |                                              |                 | |                  |  |
| 277 (12-22) | The Maternal Conclusion                      | Kristy Cecil    | Steve Holland & Eric Kaplan & Jeremy Howe | 9 mei 2019       |  |
| Leonard is aangenaam verrast wanneer Beverly op bezoek komt en ze oprecht aardig is tegen hem. Totdat hij erachter komt wat de echte reden is dat ze daar is gekomen. |                                              |                 | |                  |  |
| 278 (12-23) | The Change Constant / The Stockholm Syndrome | Mark Cendrowski | Chuck Lorre & Steve Holland & Steven Molaro & Bill Prady & Dave Goetsch & Eric Kaplan & Maria Ferrari & Andy Gordon & Anthony Del Broccolo & Tara Hernandez & Jeremy Howe & Adam Faberman | 16 mei 2019      |  |
| Sheldon en Amy verwachten groot nieuws. Bernadette en Wolowitz laten hun kinderen voor het eerst alleen; Penny en Leonard proberen een geheim te bewaren; Sheldon en Amy steunen elkaar; en Koothrappali maakt een nieuwe vriend, terwijl de bende samen een onbekende toekomst tegemoet reist. |                                              |                 | |                  |  |
| 279 (12-24) | Unraveling the Mystery: A Big Bang Farewell  | Mark Cendrowski | Chuck Lorre & Steve Holland & Steven Molaro & Bill Prady & Dave Goetsch & Eric Kaplan & Maria Ferrari & Andy Gordon & Anthony Del Broccolo & Tara Hernandez & Jeremy Howe & Adam Faberman | 16 mei 2019      |  |
| Nadat Sheldon en Leonard twee maanden hebben besteed aan het repareren van Sheldons DNA-molecuulmodel, bereidt iedereen zich voor om naar Zweden te vliegen voor de uitreiking van de Nobelprijs.                                                                                               |                                              |                 | |                  |  |